# Bahnstrecke Mering–Weilheim
| |                                               |                                  |                                  |
| Streckennummer (DB): | 5370                                          |                                  |                                  |
| Kursbuchstrecke (DB): | 985                                           |                                  |                                  |
| Streckenlänge: | 54,581 km                                     |                                  |                                  |
| Spurweite: | 1435 mm (Normalspur)                          |                                  |                                  |
| Streckenklasse: | Mering–Geltendorf: D4 Geltendorf–Weilheim: CE |                                  |                                  |
| Stromsystem: | Mering–Geltendorf: 15 kV 16,7 Hz ~            |                                  |                                  |
| Maximale Neigung: | 11,49 ‰                                       |                                  |                                  |
| Minimaler Radius: | 250 m                                         |                                  |                                  |
| Streckengeschwindigkeit: | 120 km/h                                      |                                  |                                  |
| |                                               |                                  |                                  |
| \| \| \| von Augsburg \| \| \| \| 0,000 \| Mering \| 513 m \| \| \| \| nach München \| \| \| \| 1,128 \| Paar (34 m) \| Paar (34 m) \| \| \| 2,523 \| Merching \| Merching \| \| \| 6,316 \| Schmiechen (Schwab) (ehem. Bf) \| 538 m \| \| \| 8,852 \| Egling \| 544 m \| \| \| 10,075 \| Paar (15 m) \| Paar (15 m) \| \| \| 11,400 \| Wabern (Paar) (bis 1962) \| Wabern (Paar) (bis 1962) \| \| \| 14,007 \| Walleshausen \| 560 m \| \| \| 14,167 \| Paar (12 m) \| Paar (12 m) \| \| \| 17,220 \| Kaltenberg (bis 1985) \| Kaltenberg (bis 1985) \| \| \| \| (Neutrassierung 1907) \| \| \| \| \| von Buchloe \| \| \| \| \| \| \| \| \| 21,284 \| Geltendorf \| 597 m \| \| \| \| nach München \| \| \| \| 23,068 \| St. Ottilien \| 595 m \| \| \| 26,200 \| Greifenberg (Oberbay) (bis 1984) \| Greifenberg (Oberbay) (bis 1984) \| \| \| 27,950 \| Theresienbad (bis 1964) \| Theresienbad (bis 1964) \| \| \| 28,039 \| Windach (32 m) \| Windach (32 m) \| \| \| 29,763 \| Schondorf (Bay) \| 557 m \| \| \| 33,209 \| Utting \| 542 m \| \| \| 37,675 \| Riederau (ehem. Bf) \| Riederau (ehem. Bf) \| \| \| 39,820 \| St. Alban (seit 2006) \| St. Alban (seit 2006) \| \| \| 41,450 \| Dießen \| 534 m \| \| \| 44,824 \| Rott (19 m) \| Rott (19 m) \| \| \| 45,930 \| Raisting (ehem. Bf) \| Raisting (ehem. Bf) \| \| \| 49,841 \| Ammer (45 m) \| Ammer (45 m) \| \| \| 51,214 \| Wielenbach (bis 1983) \| Wielenbach (bis 1983) \| \| \| \| von München \| \| \| \| 54,581 \| Weilheim (Oberbay) \| 561 m \| \| \| \| nach Peißenberg \| \| \| \| \| nach Garmisch-Partenkirchen \| \| \| \| \| \| \| \| Quellen: [1][2][3][4] \| \| \| \| |                                               |                                  |                                  |
| Strecke |                                               | von Augsburg                     | von Augsburg                     |
| Bahnhof | 0,000                                         | Mering                           | 513 m                            |
| Abzweig geradeaus und nach links |                                               | nach München                     | nach München                     |
| Brücke über Wasserlauf | 1,128                                         | Paar (34 m)                      | Paar (34 m)                      |
| Haltepunkt / Haltestelle | 2,523                                         | Merching                         | Merching                         |
| Haltepunkt / Haltestelle | 6,316                                         | Schmiechen (Schwab) (ehem. Bf)   | 538 m                            |
| Bahnhof | 8,852                                         | Egling                           | 544 m                            |
| Brücke über Wasserlauf | 10,075                                        | Paar (15 m)                      | Paar (15 m)                      |
| ehemaliger Haltepunkt / Haltestelle | 11,400                                        | Wabern (Paar) (bis 1962)         | Wabern (Paar) (bis 1962)         |
| Bahnhof | 14,007                                        | Walleshausen                     | 560 m                            |
| Brücke über Wasserlauf | 14,167                                        | Paar (12 m)                      | Paar (12 m)                      |
| ehemaliger Bahnhof | 17,220                                        | Kaltenberg (bis 1985)            | Kaltenberg (bis 1985)            |
| Strecke von links · Abzweig ehemals geradeaus und nach rechts |                                               | (Neutrassierung 1907)            | (Neutrassierung 1907)            |
| Kreuzung geradeaus unten · Abzweig ehemals geradeaus und von rechts |                                               | von Buchloe                      | von Buchloe                      |
| Strecke nach links · Abzweig geradeaus und von rechts |                                               |                                  |                                  |
| Bahnhof | 21,284                                        | Geltendorf                       | 597 m                            |
| Abzweig geradeaus und nach links |                                               | nach München                     | nach München                     |
| Haltepunkt / Haltestelle | 23,068                                        | St. Ottilien                     | 595 m                            |
| ehemaliger Bahnhof | 26,200                                        | Greifenberg (Oberbay) (bis 1984) | Greifenberg (Oberbay) (bis 1984) |
| ehemaliger Haltepunkt / Haltestelle | 27,950                                        | Theresienbad (bis 1964)          | Theresienbad (bis 1964)          |
| Brücke über Wasserlauf | 28,039                                        | Windach (32 m)                   | Windach (32 m)                   |
| Bahnhof | 29,763                                        | Schondorf (Bay)                  | 557 m                            |
| Bahnhof | 33,209                                        | Utting                           | 542 m                            |
| Haltepunkt / Haltestelle | 37,675                                        | Riederau (ehem. Bf)              | Riederau (ehem. Bf)              |
| Haltepunkt / Haltestelle | 39,820                                        | St. Alban (seit 2006)            | St. Alban (seit 2006)            |
| Bahnhof | 41,450                                        | Dießen                           | 534 m                            |
| Brücke über Wasserlauf | 44,824                                        | Rott (19 m)                      | Rott (19 m)                      |
| Haltepunkt / Haltestelle | 45,930                                        | Raisting (ehem. Bf)              | Raisting (ehem. Bf)              |
| Brücke über Wasserlauf | 49,841                                        | Ammer (45 m)                     | Ammer (45 m)                     |
| ehemaliger Bahnhof | 51,214                                        | Wielenbach (bis 1983)            | Wielenbach (bis 1983)            |
| Abzweig geradeaus und von links |                                               | von München                      | von München                      |
| Bahnhof | 54,581                                        | Weilheim (Oberbay)               | 561 m                            |
| Abzweig geradeaus und nach rechts |                                               | nach Peißenberg                  | nach Peißenberg                  |
| Strecke |                                               | nach Garmisch-Partenkirchen      | nach Garmisch-Partenkirchen      |
| |                                               |                                  |                                  |
| Quellen: |                                               |                                  |                                  |

Die Bahnstrecke Mering–Weilheim, auch Ammerseebahn, ist eine 55 km lange eingleisige, teils elektrifizierte Hauptbahn in Bayern. Sie verläuft von Mering über Geltendorf nach Weilheim.
Die Strecke wurde 1898 als Lokalbahn durch die Königlich Bayerischen Staatseisenbahnen eingerichtet. Wegen ihres hohen Verkehrsaufkommens betrieben die Bayerischen Staatsbahnen die Strecke ab 1913 hauptbahnmäßig. In Geltendorf kreuzt sie die Bahnstrecke München–Buchloe. Daher elektrifizierte die Deutsche Bundesbahn sie 1970 in ihrem nördlichen Teil, um sie als Teil einer Umleitungsstrecke für die Bahnstrecke München–Augsburg benutzen zu können.
Zwischen Mering und Kaltenberg verläuft die Ammerseebahn etwa 17 km entlang der Paar, zwischen Schondorf und Dießen etwa 15 km am Westufer des Ammersees. Sie liegt größtenteils im Regierungsbezirk Oberbayern, nur etwa 7 km Strecke bei Mering liegen im Regierungsbezirk Schwaben.

## Geschichte

### Projektierung und Streckenvarianten
Erste Planungen für eine Bahnstrecke von Augsburg an den Ammersee und weiter in Richtung Alpen gab es bereits in den 1870er Jahren. 1872 wurde in Dießen am Ammersee ein Eisenbahnbaukomitee gegründet, das sich 1873 für eine Eisenbahnverbindung von Weilheim in Oberbayern nach Dießen mit möglicher Verlängerung nach Augsburg einsetzte. Eine Petition an den bayerischen König Ludwig II. blieb jedoch vorerst erfolglos. 1881 gründeten Augsburger Kaufleute erneut ein Eisenbahnbaukomitee, damit die Güterzüge aus dem Kohlebergwerk in Peißenberg nach dem Bau der neuen Strecke nicht mehr den Umweg über München fahren müssten. Die Gemeinden an der Paar und am Ammersee sprachen sich ebenfalls für eine direkte Bahnverbindung nach Augsburg aus, um Maschinen, Baumaterialien, Holz und landwirtschaftliche Produkte transportieren zu können. Außerdem sollte die Strecke dem Ausflugsverkehr von Augsburg und München an das Westufer des Ammersees und als Umfahrungsstrecke von München für die Verbindung von Augsburg nach Garmisch dienen. Sowohl die betroffenen Gemeinden als auch die Königlich Bayerischen Staatseisenbahnen beurteilten eine Lokalbahn von Augsburg zum Ammersee als nützlich und rentabel.
Über die Linienführung der Ammerseebahn bestand längere Zeit Uneinigkeit. So erstellten Augsburger Kaufleute 1882 einen Plan für eine Strecke von Augsburg durch das Paartal über Mering und Dießen nach Weilheim, während andere Planungen eine Strecke von Althegnenberg oder Haspelmoor an der Bahnstrecke München–Augsburg über Moorenweis nach Eching am Ammersee vorsahen. 1883 entschied sich das Augsburger Eisenbahnbaukomitee für die erste Variante, wobei die Strecke ab Weilheim weiter über Garmisch nach Innsbruck gebaut werden sollte. Dieses Komitee erhielt 1884 vom k. u. k. Handelsministerium eine Erlaubnis für technische Vorarbeiten auf österreichischer Seite. Am 24. März 1886 genehmigte das Bayerische Staatsministerium des Königlichen Hauses und des Äußern die Projektierung des Abschnittes von Mering nach Dießen.
Die Strecke sollte hauptsächlich durch das Bezirksamt Landsberg am Lech führen. Die Stadt Landsberg war jedoch gegen den Bau der Ammerseebahn, da diese nur am Rand des Bezirksamtes entlangführen und die zentralen Städte nicht bedienen sollte. Daher schlug Landsberg 1891 den Bau einer Bahnstrecke von Kaufering über Emming und Dießen nach Weilheim vor, die in Kaufering Anschluss zu den bereits zwischen 1872 und 1877 errichteten Bahnstrecken Bobingen–Kaufering und Kaufering–Landsberg am Lech haben sollte. Die Zwischenstrecke von Mering nach Emming sollte nach Meinung der Stadt Landsberg aufgegeben werden. Das Augsburger Eisenbahnbaukomitee hielt jedoch an der Streckenführung über Mering fest. Das Bezirksamt Landsberg weigerte sich deshalb, den Bahnbau zu bezuschussen. 1890 wurde mit den Detailplanungen für die Trassierung begonnen, die Kosten für die Strecke wurden mit 2.963.300 Mark veranschlagt.
Ursprünglich war geplant, die Hauptbahn München–Buchloe in Türkenfeld zu kreuzen. Diese Linienführung wäre topographisch günstig gewesen, allerdings gab es größere Schwierigkeiten beim Grunderwerb. Die Türkenfelder Bauern, die bereits durch den Bau der Hauptbahn Grund verloren hatten, wollten keine weitere Bahnstrecke. Das Kloster Sankt Ottilien nutzte diese Chance und bewog die Augsburger Eisenbahndirektion und die Gemeinden zu einer Führung der Strecke über Sankt Ottilien, wofür das Kloster den benötigten Grund abtrat. 1895 beschloss das Augsburger Eisenbahnbaukomitee diese Streckenführung. Die Bahnstrecke München–Buchloe sollte nun westlich von Türkenfeld bei Geltendorf gekreuzt werden und an dieser Stelle der neue Kreuzungsbahnhof Geltendorf errichtet werden.
In der Planung der Jahre 1896 und 1897 war zwischen Geltendorf und Greifenberg ein Haltepunkt in Pflaumdorf geplant, der damals als „Halteplatz“ bezeichnet wurde. Das Kloster Sankt Ottilien forderte jedoch, stattdessen einen weiter nördlich gelegenen Haltepunkt in Sankt Ottilien einzurichten. Da das Kloster bereit war, für die Mehrkosten dieses Haltepunktes aufzukommen, wurde der Haltepunkt Pflaumdorf zugunsten der Haltestelle St. Ottilien nicht verwirklicht.

### Streckenbau und Inbetriebnahme
Zum 17. Juni 1896 erließ der bayerische Prinzregent Luitpold das Gesetz zum Bau der Lokalbahn von Mering nach Weilheim. Im Sommer 1896 wurde mit der Detailplanung und der Vermessung der Trasse begonnen, im Herbst 1896 begann der Bau der Strecke. Es waren größere Erdbewegungen nötig, da die Trasse über weite Strecken auf Dämmen geführt werden musste. Durch Dammsenkungen traten bei den Bauarbeiten im Raistinger Moos größere Schwierigkeiten auf. Die Kosten betrugen insgesamt 5.294.000 Mark, davon trug der Staat 90 Prozent. Die Gemeinden mussten 204.519 Mark für den Grunderwerb aufwenden. Am 30. Juni 1898 wurden die Abschnitte Mering – Geltendorf – Schondorf (29,77 Kilometer) in der Eisenbahndirektion Augsburg und Dießen–Weilheim (13,07 Kilometer) in der Direktion München eröffnet. Zwischen Schondorf und Dießen verkehrten ersatzweise Schiffe über den Ammersee, wobei die Schifffahrt eine Stunde dauerte. Am 23. Dezember 1898 wurde die 11,75 Kilometer lange Lücke mit der Eröffnung der Strecke von Schondorf nach Dießen geschlossen. Zur Streckeneröffnung verkehrte ein Eröffnungszug mit 320 Ehrengästen von Augsburg nach Weilheim.
Am Bahnhof Weilheim (Oberbay) bestand bereits Anschluss zur von 1879 bis 1889 als Vizinalbahn, beziehungsweise Lokalbahn eröffneten Bahnstrecke nach Garmisch. Die gemeinsam mit der Ammerseebahn geplante Verlängerung von Garmisch nach Innsbruck wurde aus politischen Gründen vorerst nicht gebaut. Erst am 1. Juli 1912 wurde die Verlängerung als Mittenwaldbahn eröffnet und somit eine durchgehende Eisenbahnverbindung von Augsburg über Weilheim nach Innsbruck ermöglicht.

### Die ersten Betriebsjahre

Verlauf der Ammerseebahn im Jahre 1904

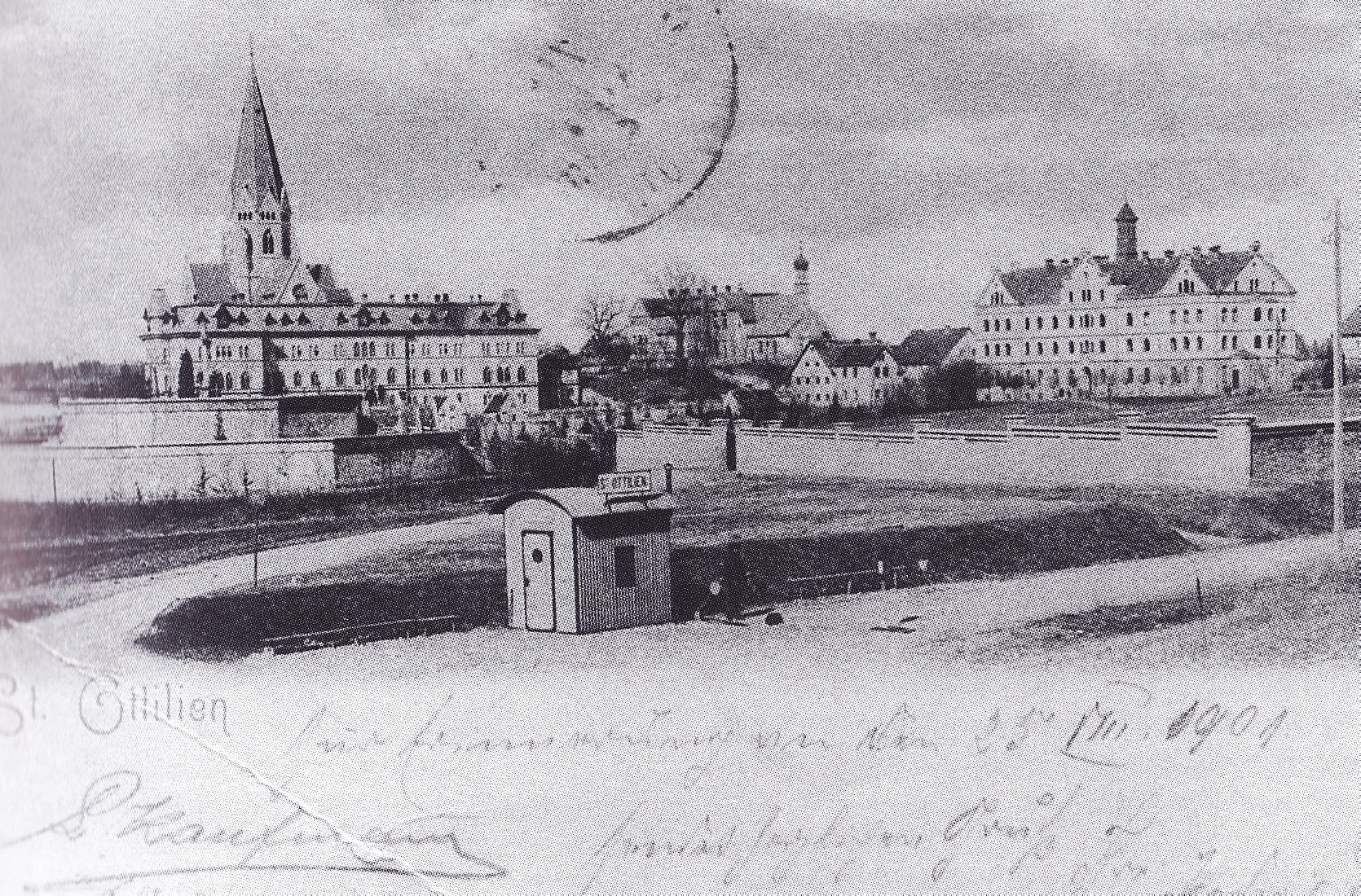
Haltestelle St. Ottilien mit der als Stationsgebäude dienenden Wellblechhütte im Jahr 1900

Nach der offiziellen Eröffnung am 23. Dezember 1898 nahmen die Königlich Bayerischen Staats-Eisenbahnen am 24. Dezember 1898 den planmäßigen Betrieb auf der Ammerseebahn auf. Da mit eher geringem Verkehrsaufkommen gerechnet worden war, hatten die meisten Bahnhöfe einfache Wellblechhütten als Empfangsgebäude. Nur die größeren Bahnhöfe wurden von Anfang an mit Holzgebäuden ausgestattet.

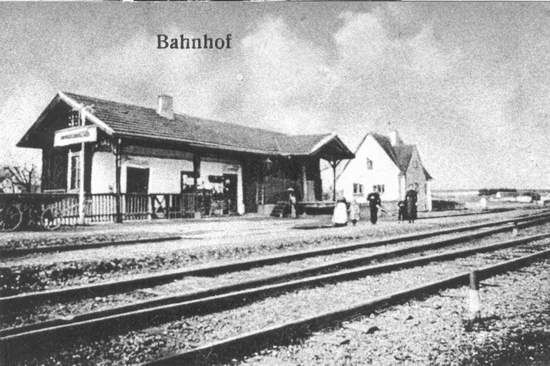
Bahnhof Walleshausen 1910 mit Gebäude im Lokalbahnstil

Der Verkehr entwickelte sich bereits vor der Jahrhundertwende sehr positiv. Ein Grund dafür waren die neu eingeführten Raddampfer auf dem Ammersee. Daher wurden in den Jahren 1901 und 1902 die Gleisanlagen vieler Bahnhöfe vergrößert. Außerdem ersetzten die Bayerischen Staatsbahnen an den meisten Bahnhöfen die Wellblechhütten durch eingeschossige Holzgebäude oder gemauerte Gebäude mit Holzverkleidung, die oft im Lokalbahnstil gehalten waren.
Aufgrund des steigenden Verkehrsaufkommens sowohl auf der Ammerseebahn als auch auf der Bahnstrecke München–Buchloe wurde 1907 westlich des Geltendorfer Bahnhofs eine höhenfreie Kreuzung eingerichtet, bei der die von Norden kommende Ammerseebahn die Strecke München–Buchloe unterquert und dann auf der Südseite in den Bahnhof Geltendorf einläuft. Die alte Streckentrasse ist bis heute erhalten geblieben, bis 1947 lag dort noch ein Gleis.
Im Jahr 1908 war die Ammerseebahn die wirtschaftlichste Lokalbahn Bayerns. 1912 tauschten die Königlich Bayerischen Staatseisenbahnen die bisherigen Lokalbahnschienen gegen Hauptbahnschienen aus und erhoben die Ammerseebahn zum Winterfahrplan 1912/13 zur hauptbahnmäßig betriebenen Nebenbahn. Seitdem verkehrten neben Personenzügen auch Eilzüge auf der Strecke. 1914 dauerte die Fahrt mit dem Personenzug von Augsburg nach Dießen zwei Stunden und sechs Minuten, wobei der Zug eine durchschnittliche Reisegeschwindigkeit von 27 km/h erreichte. Der Fahrpreis für diese Strecke betrug in der dritten Klasse 1,76 Mark.

### Zwischen den Weltkriegen
Am 1. April 1920 wurden aus den Königlich-Bayerischen Staatseisenbahnen und den anderen deutschen Länderbahnen die Deutschen Reichseisenbahnen, die dann 1924 in der Deutschen Reichsbahn-Gesellschaft aufgingen. Das im Ersten Weltkrieg und den 1920er-Jahren stark gesunkene Verkehrsaufkommen stieg in den 1930er Jahren wieder an.
Ab 1915 gab es Vorschläge zu einer Verbindung der Bahnstrecke Pasing–Herrsching mit der Ammerseebahn. Die geplante Strecke sollte von Herrsching am Ostufer des Ammersees und an der Ammer entlang nach Wielenbach führen, wo sie in die Ammerseebahn einmünden sollte. Am Bahnhof Wielenbach sollte dafür ein 700 Meter langes Ausweichgleis errichtet werden. Am 24. November 1926 beschloss eine Interessengemeinschaft die Aufnahme der Planungen. Daraufhin kaufte die Deutsche Reichsbahn das Grundstück für das zweite Gleis am Bahnhof Wielenbach auf, das bis heute im Bahnbesitz ist. Die Planungen wurden jedoch wegen Unwirtschaftlichkeit zurückgestellt und das Projekt nicht verwirklicht.
Die Deutsche Reichsbahn verkleinerte in den 1930er-Jahren auf den meisten Bahnhöfen der Ammerseebahn die Gleisanlagen. Die bisherigen Stellwerke wurden durch mechanische Stellwerke der Einheitsbauart ersetzt. Die hölzernen Empfangsgebäude der Stationen wurden überwiegend durch gemauerte, größere Gebäude im Heimatstil ersetzt, einige Holzgebäude blieben weiterhin bestehen.
Im Zweiten Weltkrieg kam es auf der Ammerseebahn zu einem Mangel an Personal und Material für den Streckenunterhalt, da die Strecke als nicht kriegswichtig eingestuft war. Die Strecke wurde nun hauptsächlich vom Güterverkehr zur Umfahrung Münchens genutzt. Neben Zügen aus Richtung Garmisch-Partenkirchen wurden mit der zunehmenden Zerstörung Münchens täglich zwei bis drei Güterzüge aus dem Munitionslager in Geretsried über die Isartalbahn, die Kochelseebahn, die Bahnstrecke München–Garmisch-Partenkirchen und die Ammerseebahn umgeleitet. Von 1943 bis 1945 leitete die Deutsche Reichsbahn zudem zahlreiche Lazarettzüge aus Italien über die Ammerseebahn um. Im Jahr 1944 kam es zu mehreren Luftangriffen auf Züge und Stellwerke der Strecke, wobei keine größeren Zerstörungen verursacht wurden. Die Reichsbahn reaktivierte die 1907 stillgelegte alte Trasse am Bahnhof Geltendorf und versteckte darauf Munitionstransporte. Am 19. April 1945, kurz vor Einmarsch der amerikanischen und französischen Truppen am 28. und 29. April, wurden die Gleisanlagen des Bahnhofs Weilheim (Oberbay) bei einem Luftangriff der Alliierten schwer beschädigt und das Empfangsgebäude zerstört.

### Nachkriegsjahre und Bundesbahnzeit
Am 22. Mai 1945 – zwei Wochen nach der Kapitulation der Wehrmacht – wurde der reguläre Betrieb auf der Ammerseebahn wieder aufgenommen. Mit Gründung der Deutschen Bundesbahn als Nachfolgerin der Deutschen Reichsbahn für das Gebiet der Bundesrepublik Deutschland am 7. September 1949 übernahm diese den Betrieb der Ammerseebahn. Von 1954 bis 1958 wurden an allen Stationen die Bahnsteigsperren aufgehoben. Am 3. Juni 1956 wurde die 3. Klasse bei der DB und damit in den Zügen der Ammerseebahn abgeschafft. 1962 verlegte die DB das Gleis südlich des Bahnhofs Dießen auf einer Länge von 550 Metern um bis zu 20 Meter nach Osten, um die Kurve im südlichen Bahnhofsbereich zu entschärfen. 1964 wurde das Gleis zwischen Wielenbach und dem Weilheimer Ortsteil Unterhausen um etwa 15 Meter nach Westen verschwenkt. Die alte Trasse ist bis heute erhalten.
In den 1960er Jahren rationalisierte die Deutsche Bundesbahn die Signalanlagen, wobei 20 Hauptsignale wegfielen, 20 nicht mehr benötigte Gebäude abgerissen oder verkauft und die Gleisanlagen der Bahnhöfe reduziert wurden. Alle Bahnhöfe und Signale im nördlichen Abschnitt von Mering nach Geltendorf erhielten elektrische Beleuchtung. Durch den ansteigenden Individualverkehr sank das Verkehrsaufkommen auf der Ammerseebahn, insbesondere der Güterverkehr verlagerte sich auf die Straße. Dennoch blieb die Ammerseebahn als Nebenfernstrecke von Bedeutung.
Bis zum 7. September 1970 erhielt die Strecke im Nordabschnitt zwischen Mering und Geltendorf elektrische Fahrleitung mit 15 kV und 16 2⁄3 Hz Wechselstrom, um zusammen mit dem bereits zwei Jahre zuvor elektrifizierten Abschnitt Geltendorf–München-Pasing der Bahnstrecke München–Buchloe eine Umleitungsstrecke für die dicht befahrene Magistrale Augsburg–München einzurichten. Dabei wurden die Bahnsteige und Fernmeldeanlagen des Abschnittes umgebaut. Auf dem Südabschnitt zwischen Geltendorf und Weilheim blieb eine Elektrifizierungslücke, die bis heute ein Hindernis für einen durchgehenden elektrischen Betrieb darstellt. 1974 gab es Planungen zu einer Elektrifizierung des Südabschnittes, die jedoch wieder aufgegeben wurden. Ab Anfang der 1970er Jahre tauschte die Deutsche Bundesbahn sämtliche gelaschten Gleise und die oft noch vorhandenen Holzschwellen aus der Anfangszeit der Bahn gegen durchgehend geschweißte größere Schienenprofile und Beton- beziehungsweise Stahlschwellen aus. An vielen Stellen, so zum Beispiel zwischen Geltendorf und Utting, liegen auf freier Strecke noch Stahlschwellen von Krupp und der Maxhütte in Haidhof, die noch aus der Zeit der Vorkriegssanierung 1936/37 stammen.
Am 27. September 1972 legte die Deutsche Bundesbahn das Sachsenrieder Bähnle von Kaufbeuren nach Schongau still. Daraufhin wurde auch die Stilllegung der Ammerseebahn und der anschließenden Bahnstrecken Weilheim–Peißenberg und Schongau–Peißenberg erwogen. Am 22. Januar 1976 veröffentlichte die DB ihr Betriebswirtschaftlich optimales Netz, in dem sie die Stilllegung der Strecke Mering–Weilheim vorsah. Neue Berechnungen im Jahr 1977, die auch die größeren Einzugsgebiete der Ammerseebahnhöfe berücksichtigten, ergaben jedoch, dass ein Betrieb auf der Ammerseebahn weiterhin wirtschaftlich wäre. Daraufhin wurde die Strecke in das Betriebswirtschaftlich optimale Netz aufgenommen und die Stilllegungspläne fallengelassen.

### Bahnprivatisierung und Betreiberwechsel

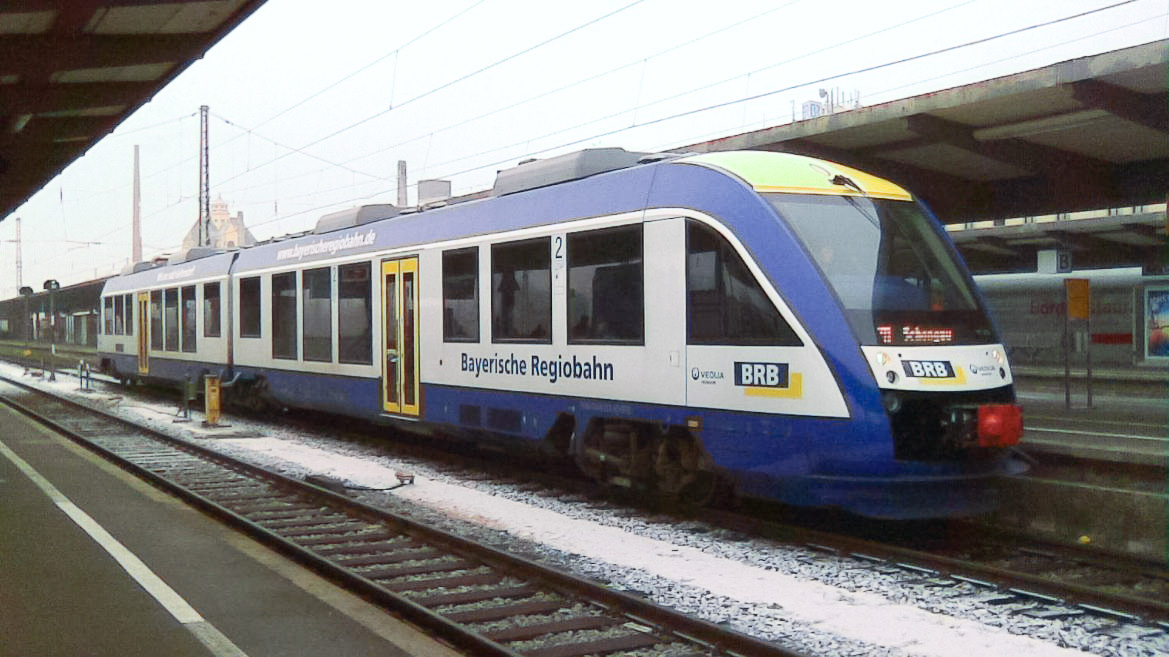
LINT 41 der Bayerischen Regiobahn im Augsburger Hauptbahnhof

Am 1. Januar 1994 übernahm die Deutsche Bahn AG (DB AG) als Nachfolgerin der Deutschen Bundesbahn und der Deutschen Reichsbahn die Ammerseebahn. Im Herbst 1995 begann sie mit der Modernisierung der Bahnhöfe im Südabschnitts von Geltendorf bis Weilheim (Oberbay). 1999 diente die Ammerseebahn als Versuchsstrecke für Signale mit solarbetriebenen Lampen. Die Deutsche Bahn tauschte an den Bahnhöfen im Südabschnitt die Gaslampen der Flügelsignale gegen elektrische Lampen aus, die durch Solarenergie angetrieben wurden. Durch das Pfingsthochwasser 1999 wurden Teile der Strecke beschädigt, konnten jedoch bis Juni 1999 wieder repariert werden.
Am 12. August 2004 entgleiste im Bahnhof Riederau ein Triebwagen der Baureihe 628 wegen eines Baums, der nach einem Sturm auf die Gleise gefallen war. Die Strecke blieb bis zum 14. August 2004 gesperrt. Am 29. September 2006 eröffnete die DB den neuen Haltepunkt St. Alban zwischen Riederau und Dießen. Von Ende März bis Mitte April 2007 ließ die Deutsche Bahn die Strecke auf einer Länge von 3,6 km zwischen Merching und Egling erneuern. Dabei wurden die Gleise ausgetauscht, einige Bahnübergänge saniert und die Kurvenradien etwas reduziert, um das Gefälle auf der Strecke zu verringern. Vom 26. April bis zum 16. Juni 2007 erneuerte die DB auf einer Strecke von 3,3 km die Gleise zwischen Dießen und Raisting. Außerdem sanierte sie jeweils zwei Bahnübergänge in Dießen und Utting. Dabei musste die Strecke für einige Wochen komplett gesperrt werden.
Zum 14. Dezember 2008 vergab die Bayerische Eisenbahngesellschaft (BEG) den Betrieb des Schienenpersonennahverkehrs auf der Ammerseebahn als Teil des Dieselnetzes Augsburg II an die Bayerische Regiobahn GmbH (BRB). Die BRB ist eine Schwestergesellschaft der Bayerischen Oberlandbahn GmbH (BOB) und gehört zur Transdev-Gruppe. Die BRB bedient neben der Ammerseebahn die Strecken Weilheim–Peißenberg und Schongau–Peißenberg sowie seit dem Fahrplanwechsel 2009 die Strecken Augsburg–Aichach–Ingolstadt und (Ingolstadt–)Eichstätt Bahnhof–Eichstätt Stadt. Der Verkehrsvertrag lief bis Dezember 2019.
Im August 2009 erneuerte die Deutsche Bahn auf dem Abschnitt zwischen Mering und Egling die Gleise und sanierte die restlichen Bahnübergänge, die 2007 noch nicht saniert worden waren. Im Oktober und November 2009 erneuerte die DB die Gleise und Bahnsteige am Bahnhof Dießen. Dabei wurde in Utting ein neues elektronisches Stellwerk (ESTW) der Bauform ZSB 2000 in Betrieb genommen, aus dem der Bahnhof Dießen ferngesteuert wird. Das mechanische Stellwerk in Utting bleibt für den Betrieb vor Ort weiterhin erhalten.
Im Oktober und November 2014 wurde das 1907 errichtete Kreuzungsbauwerk bei Geltendorf, auf dem die Bahnstrecke München–Buchloe die Ammerseebahn überquert, durch einen Neubau ersetzt.
In einem Übergangsvertrag vergab die BEG das Dieselnetz Augsburg II und damit den Betrieb auf der Ammerseebahn für den Zeitraum von
Dezember 2019 bis Dezember 2021 weiterhin an die Bayerische Regiobahn. 2018 erteilte die BEG den Zuschlag für den Betrieb von Dezember 2022 bis Dezember 2031 im Zuge von Los 2 der Augsburger Netze erneut an die Bayerische Regiobahn.

## Streckenbeschreibung

### Verlauf

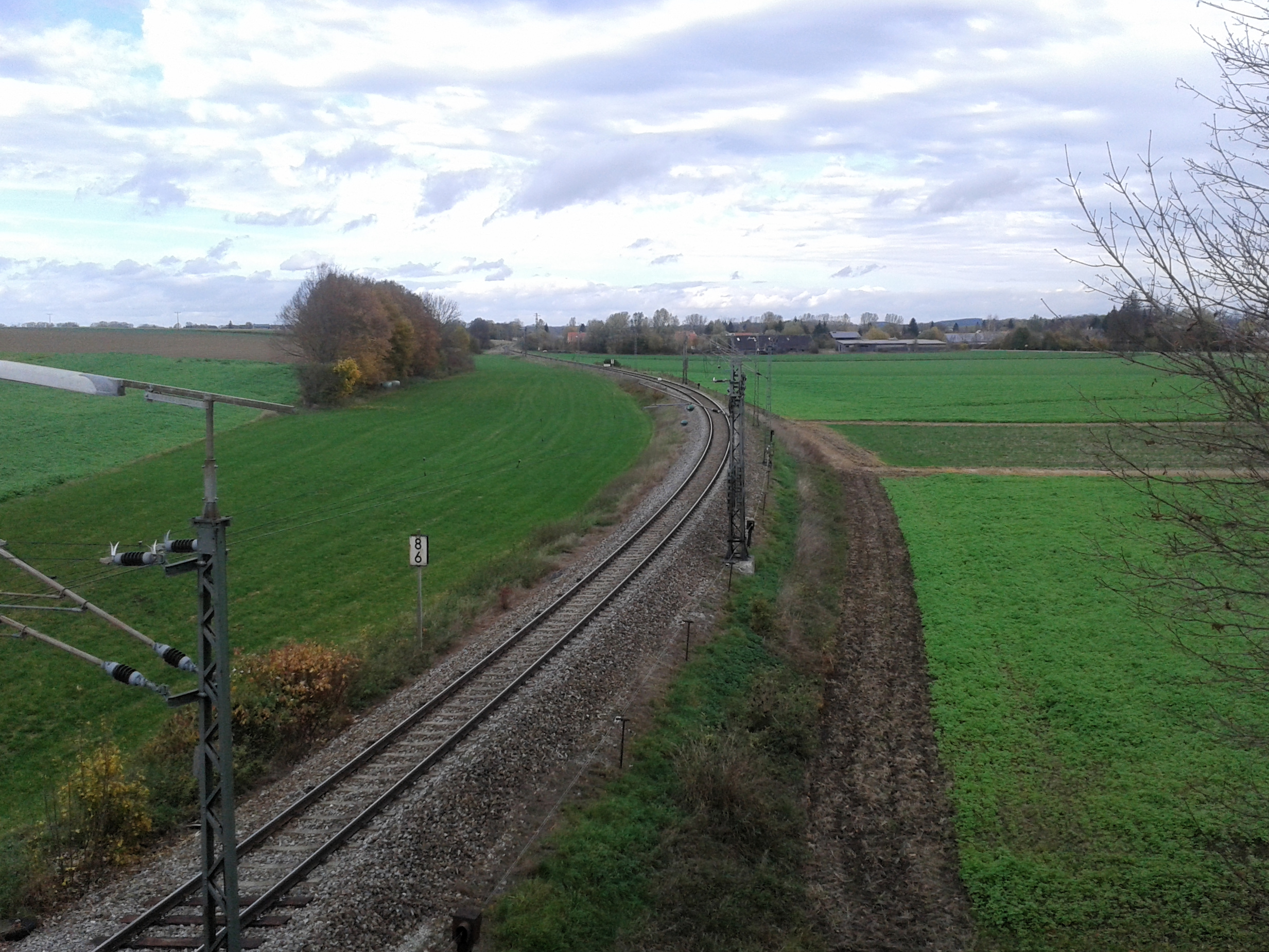
Kurve nördlich des Bahnhofs Egling

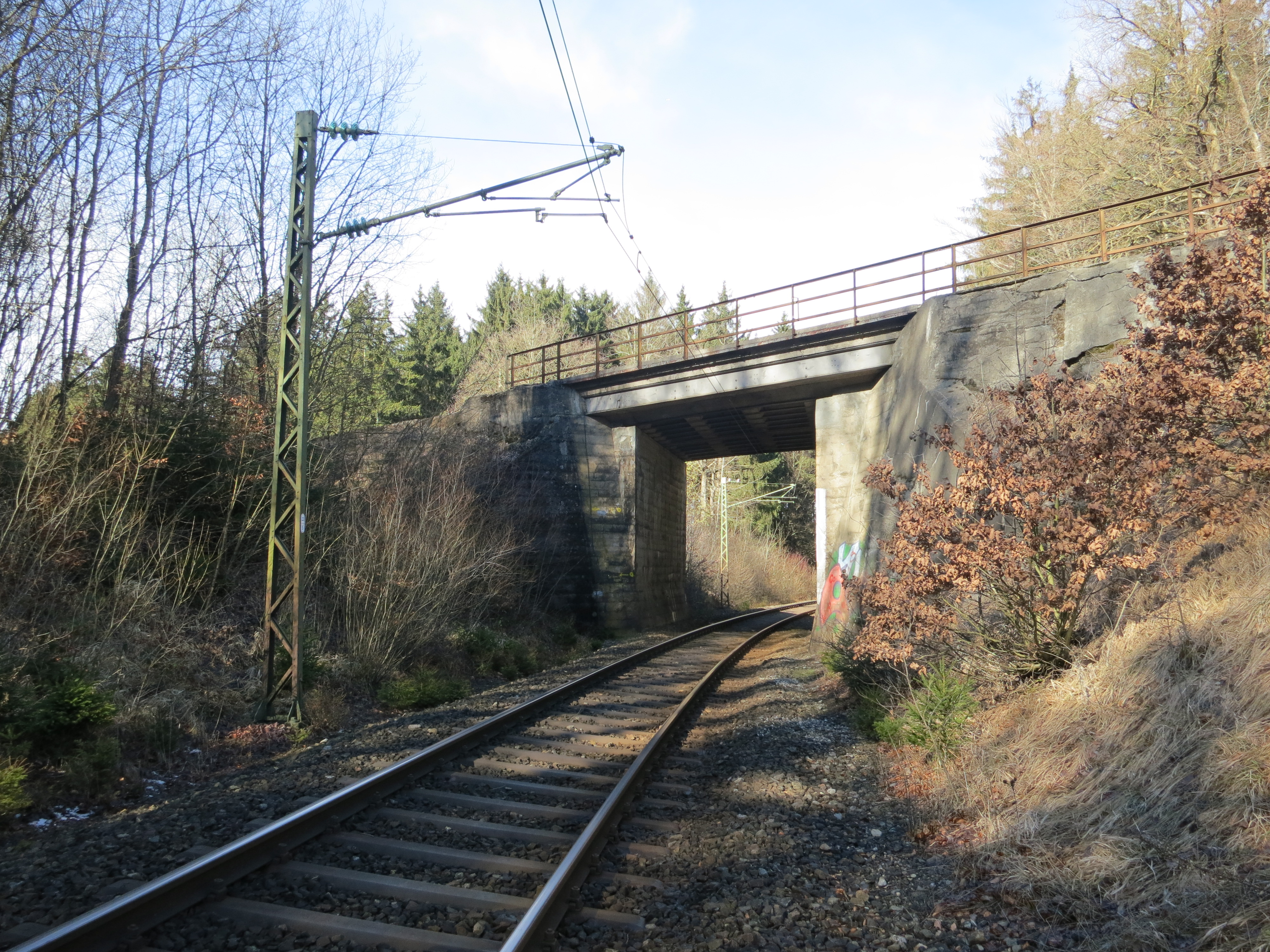
Altes Kreuzungsbauwerk bei Geltendorf bis 2014 (Ammerseebahngleis unten)

Die Ammerseebahn beginnt im Bahnhof Mering, wo sie von der Bahnstrecke München–Augsburg abzweigt. In einer starken Rechtskurve verlässt sie die Hauptstrecke und biegt nach Süden ab. Noch im Meringer Stadtgebiet überquert sie zum ersten Mal die Paar. Nach einer Linkskurve begleitet die Strecke den westlichen Ortsrand von Merching und erreicht den Haltepunkt Merching. Im weiteren Verlauf folgt sie in vielen Kurven und stetig ansteigend der Paar nach Süden bis zum Haltepunkt Schmiechen. Nach einer Rechtskurve führt die Ammerseebahn daraufhin in Hanglage weitgehend geradlinig in Richtung Süden bis zum Ortsrand von Egling an der Paar, wo sie nach Südwesten in den Bahnhof Egling einbiegt. Ab 1900 existierte südwestlich des Bahnhofs Egling bei Kilometer 9,2 ein Gleisanschluss zu einer Kiesgrube, der bis in die 1930er Jahre genutzt wurde. Im Westen von Egling biegt die Strecke in einer starken Kurve nach Südwesten ab und überquert ein weiteres Mal die Paar. Am 1962 stillgelegten Haltepunkt Wabern schwenkt sie in einer langen Kurve wieder direkt nach Süden. Am östlichen Ufer der Paar entlang verläuft die Strecke nach Walleshausen. Noch im Walleshausener Ortsgebiet überquert sie ein drittes Mal die Paar. Hinter Walleshausen führt sie in leichten Kurven nach Südosten. In Kaltenberg erreicht die Strecke den Ursprung der Paar und verläuft weiter entlang des in die Paar mündenden Weihergrabens. Etwa einen Kilometer vor Geltendorf schwenkt sie nach Süden ab und kreuzt die Bahnstrecke München–Buchloe höhenfrei. Nach einer Linkskurve biegt in den Bahnhof Geltendorf ein, an dem der elektrifizierte Streckenteil endet. Bis 1907 führte die Strecke statt der Kurve nach Süden weiter nach Südosten und mündete von Norden her kommend direkt in den Bahnhof Geltendorf ein. Die alte Streckentrasse existiert noch heute.
Im Osten des Geltendorfer Bahnhofs verlässt die Ammerseebahn die Strecke München–Buchloe und biegt in einer starken Kurve direkt nach Süden ab. Hinter Sankt Ottilien führt sie nach einem leichten Westschwenk wieder in Richtung Südosten und unterquert die Bundesautobahn 96. Bei Neugreifenberg erreicht sie die Windach und biegt nach Westen in Richtung Greifenberg ab. Bei Greifenberg hinter dem ehemaligen Haltepunkt Theresienbad überquert sie die Windach und schwenkt wieder nach Süden. Nach etwa zwei Kilometern erreicht die Strecke den Bahnhof von Schondorf am Ammersee. Von Schondorf über Utting nach Dießen verläuft sie für ungefähr 11 Kilometer am Ammersee entlang, wobei sie teilweise nur rund 50 Meter vom See entfernt ist. Zwischen dem Uttinger Ortsteil Holzhausen, der keine Station an der Strecke besitzt, und dem Haltepunkt des Dießener Ortsteils Riederau verläuft die Ammerseebahn vollkommen gerade durch das Naturschutzgebiet Seeholz. Zwischen Sankt Alban und Dießen beschreibt sie zwei starke Kurven, erst eine Rechts- und dann eine Linkskurve. Hinter dem Bahnhof Dießen verlässt die Strecke mit einer starken Kurve nach Westen das Ammerseeufer und führt in leichten Kurven weiter durch die Moorlandschaft der Ammer. Kurz vor Raisting biegt sie leicht nach Südosten ab und überquert die Rott, einen Zufluss des Ammersees. Weiter in Richtung Südosten führend, überquert die Ammerseebahn die Ammer, knickt am ehemaligen Haltepunkt Wielenbach wieder nach Süden ab und führt neben der Ammer in teilweise kurvigem Verlauf vorbei an Unterhausen nach Weilheim. Etwa einen Kilometer vor dem Bahnhof Weilheim (Oberbay) trifft sie auf die ebenfalls eingleisige Bahnstrecke München–Garmisch-Partenkirchen und verläuft parallel zu dieser bis zu ihrem Endbahnhof.

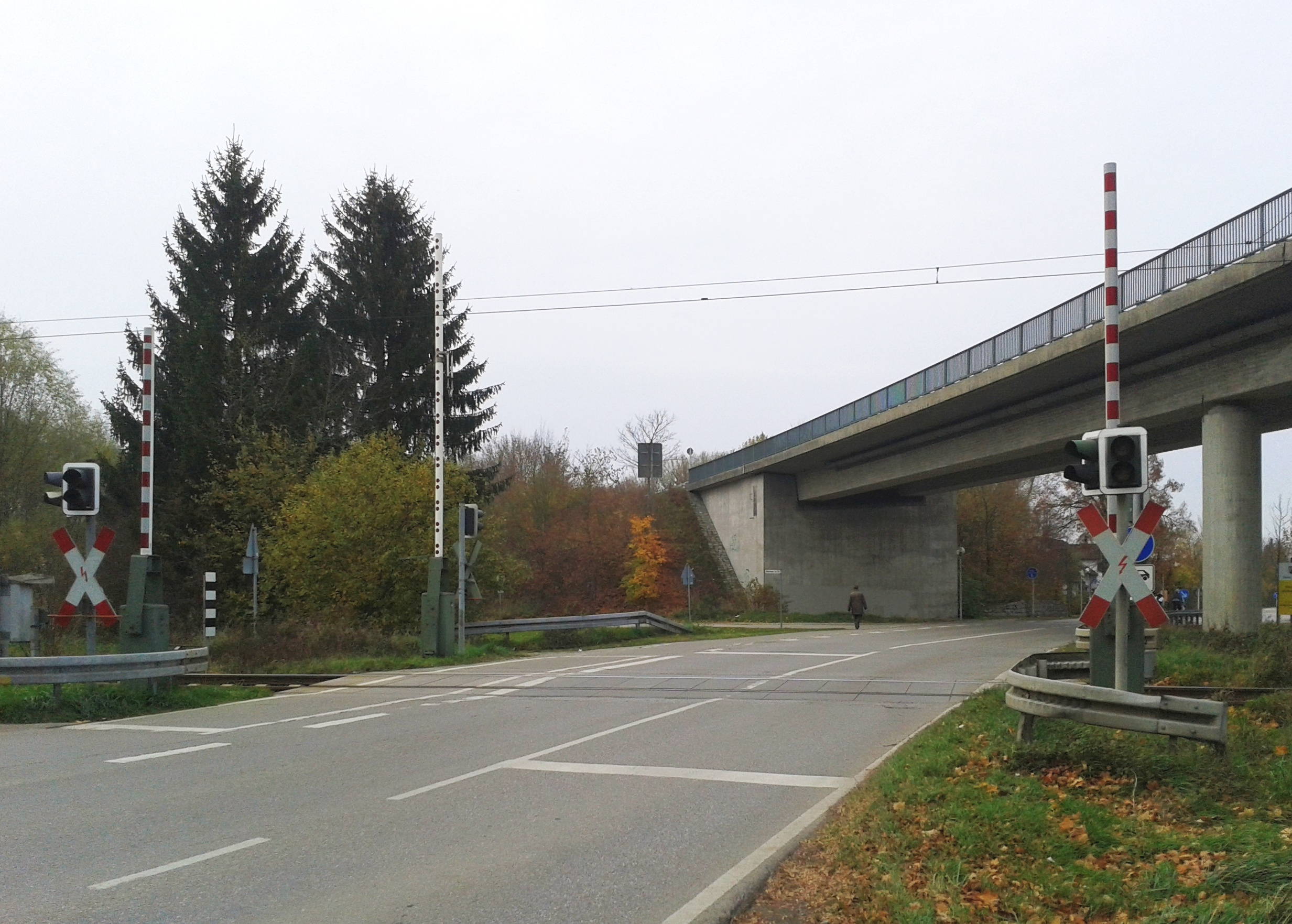
Beschrankter Bahnübergang zwischen Mering und Merching (Münchener Straße, Mering)

Im Verlauf der Strecke gibt es zahlreiche Bahnübergänge, die zum Teil noch mechanisch mit Schrankenwinden und Seilzügen bedient werden.

### Stellwerke und Signalanlagen

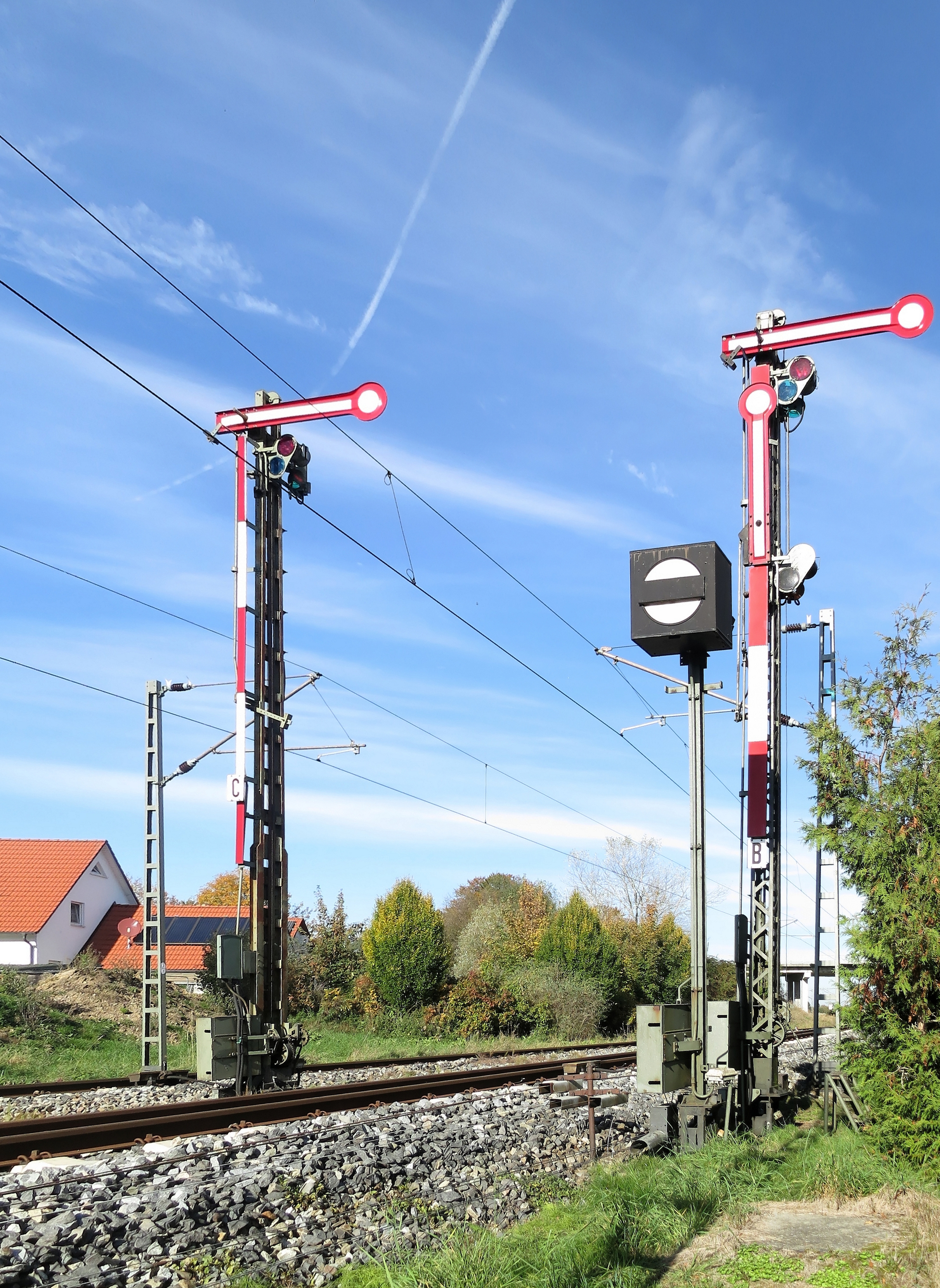
Formsignale an der Bahnhofsausfahrt von Egling

Auf der Ammerseebahn kommen noch überwiegend Formsignale zum Einsatz, die von mechanischen Stellwerken aus gestellt werden. Teilweise stammen die Signalanlagen noch aus der Länderbahnzeit. Nur in den Bahnhöfen Mering, Geltendorf, Dießen und Weilheim (Oberbay) stehen Lichtsignale.
Ab 1928 ersetzte die Deutsche Reichsbahn auf der Ammerseebahn die bisherigen Stellwerke verschiedener Bauarten durch mechanische Stellwerke der Einheitsbauart, die größtenteils bis heute in Betrieb sind. In den 1960er Jahren rationalisierte die Deutsche Bundesbahn die Signalanlagen auf der Strecke. Dabei wurden 22 Formhauptsignale abgebaut. Im Nordabschnitt erhielten die Formsignale eine elektrische Beleuchtung. In Geltendorf stehen seit dem 30. Juli 1968 Lichtsignale, die von einem Spurplandrucktastenstellwerk der Bauart Sp Dr L30 gestellt wurden. 1999 tauschte die Deutsche Bahn versuchsweise einige Gaslampen der Formsignale im Südabschnitt gegen solarbetriebene elektrische Lampen aus. Mit der Modernisierung des Bahnhofs Dießen legte die DB am 28. November 2009 das dortige mechanische Einheitsstellwerk still. Ersatzweise entstand ein elektronisches Stellwerk der Bauart Scheidt & Bachmann, das aus Utting ferngesteuert wird. Die Formsignale im Bahnhof Dießen wurden dabei durch Ks-Signale ersetzt. In den Bahnhöfen Egling, Walleshausen, Schondorf und Utting sowie in der Deckungsstelle Riederau sind die mechanischen Stellwerke bis heute in Betrieb.
Zum 23. November 2015 ersetzte die Deutsche Bahn das Drucktastenstellwerk in Geltendorf durch ein elektronisches Stellwerk, das durch die Betriebszentrale München ferngesteuert wird. Das ESTW ist für die Stellung der Ammerseebahn zwischen der Südausfahrt von Walleshausen und dem Haltepunkt St. Ottilien zuständig. Die H/V-Signale in diesem Abschnitt wurden durch Ks-Signale ersetzt.
Das mechanische Stellwerk in Utting wurde Anfang 2019 als eines von zwei Pilotstellwerken mit der Technischen Überwachung Fahrweg ausgestattet. Im September 2019 wurde der Bedienplatz des ESTW nach Weilheim verlegt.

### Betriebsstellen

#### Mering

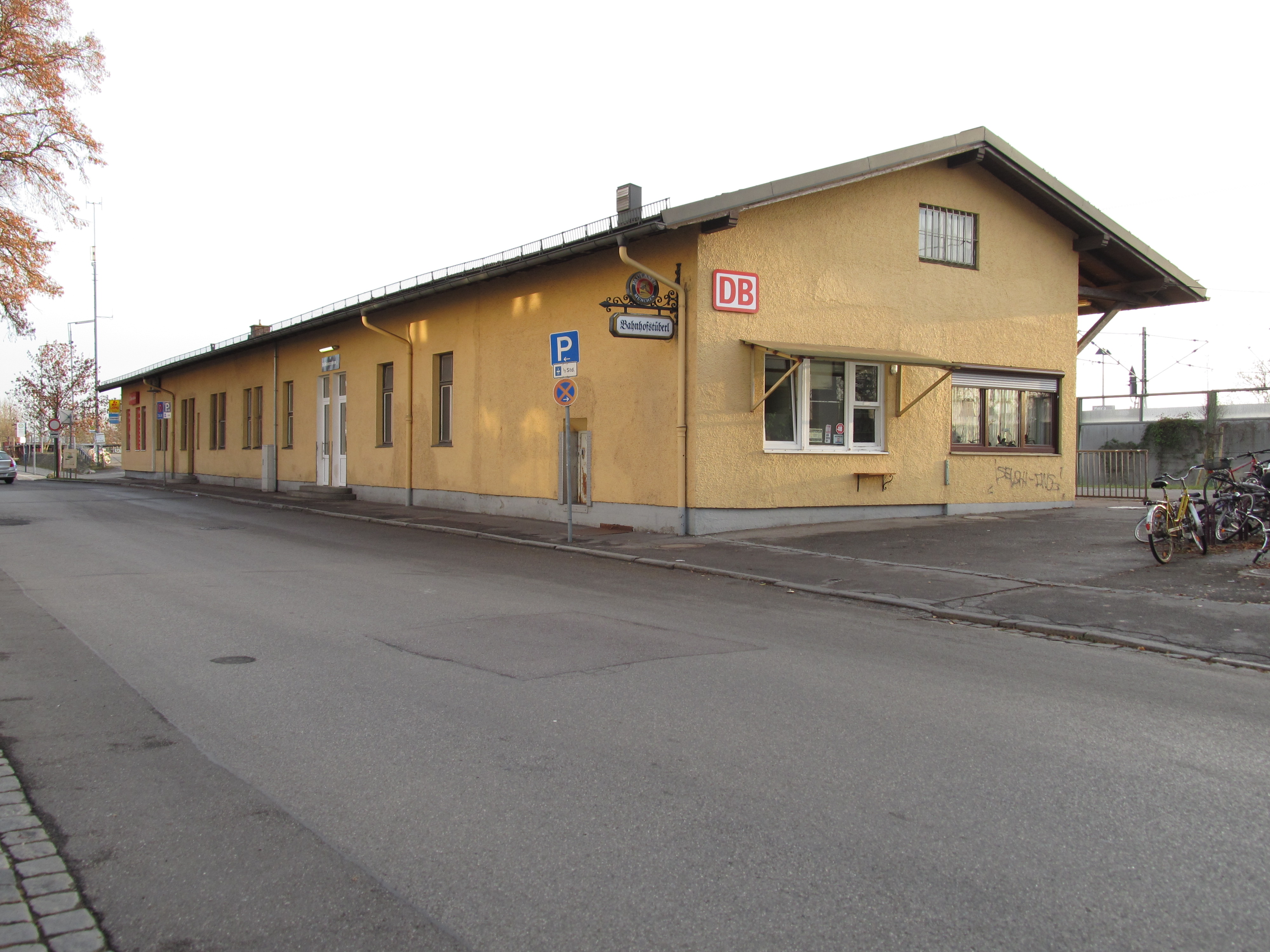
Empfangsgebäude des Bahnhofs Mering (2011)

Am Bahnhof Mering (Lage) zweigt die Ammerseebahn von der Bahnstrecke München–Augsburg ab. Der Bahnhof wurde am 4. Oktober 1840 zusammen mit der Bahnstrecke München–Augsburg durch die München-Augsburger Eisenbahn-Gesellschaft eröffnet. 1898 wurde er mit der Eröffnung der Ammerseebahn zum Trennungsbahnhof. Das ursprüngliche dreigeschossige Gebäude der Königlich Bayerischen Staatseisenbahnen wurde in den 1910er-Jahren durch das heutige flache Gebäude ersetzt, blieb aber als Wohnhaus erhalten. Der Bahnhof besaß ursprünglich recht umfangreiche Gleisanlagen mit fünf Bahnsteiggleisen sowie Güter- und Abstellgleisen. Im Herbst 2003 wurde der Bahnhof modernisiert und erhielt neue Bahnsteige. 2006 wurde beim viergleisigen Ausbau der Hauptstrecke das noch als Wohnhaus dienende ehemalige Empfangsgebäude abgebrochen. Heute besitzt der Bahnhof vier Bahnsteiggleise an zwei Mittelbahnsteigen und wird nur von Regionalzügen angefahren.

#### Merching
Der am Westrand der Gemeinde Merching gelegene Haltepunkt Merching (Lage) befand sich ursprünglich weit entfernt vom Ort. Erst in den 1980er- und 1990er-Jahren wuchs die Gemeinde bis an den Haltepunkt heran, wodurch dieser an Bedeutung gewann. Am südlich des Haltepunkts gelegenen Bahnübergang befand sich ein hölzernes Schrankenwärterhäuschen, das auch dem Fahrkartenverkauf diente. Im Juli 1984 wurde der Schrankenposten aufgehoben und das Schrankenwärterhäuschen abgebrochen. Seitdem ist die Station unbesetzt und besteht nur noch aus einem Seitenbahnsteig mit Unterstand.

#### Schmiechen (Schwab)

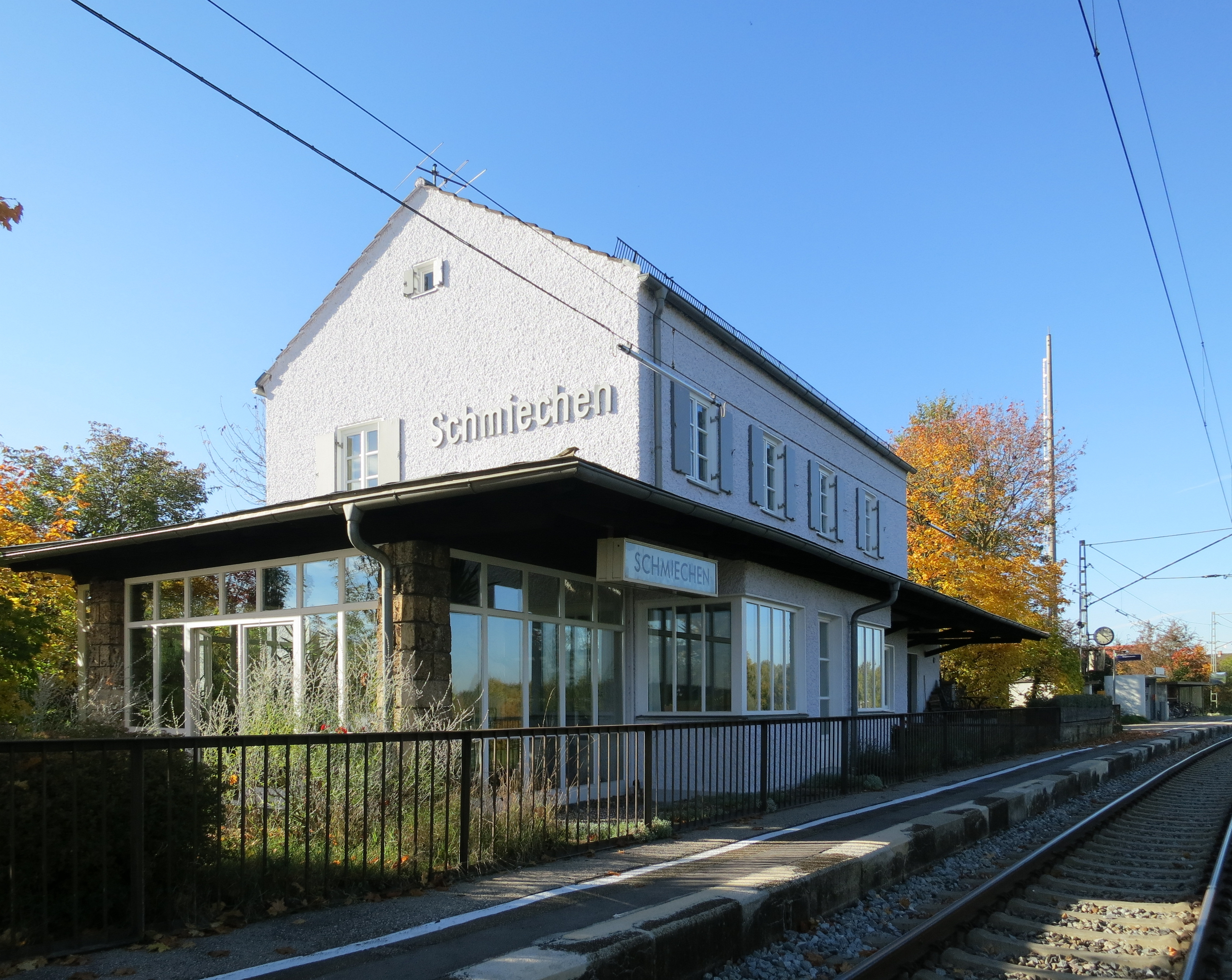
Bahnhof Schmiechen (2013)

Der Bahnhof Schmiechen (Schwab) (Lage) ist heute nur noch ein Haltepunkt. Er befindet sich mittig zwischen den Orten Schmiechen und Steindorf. Das Empfangsgebäude war ein zweistöckiger quadratischer Backsteinbau mit Zeltdach und bestand aus einem Warte- und Schalterraum. In den 1930er-Jahren wurde das Empfangsgebäude nach Vorgaben des Heimatstils umgebaut. Es wurde um vier Meter verlängert, mit einem Satteldach versehen und um einen Stellwerksvorbau auf der Gleisseite ergänzt. Der nördlich ans Empfangsgebäude anschließende hölzerne Güterschuppen wurde durch einen gemauerten Schuppen ersetzt. Am Bahnhof existierte neben dem durchgehenden Hauptgleis ein 157 Meter langes Ladegleis im südlichen Bahnhofsbereich, das nur selten zur Güterverladung benutzt wurde. Im April 1986 wurden das Ladegleis und die Signalanlagen abgebaut, die Nebengebäude abgebrochen und das Empfangsgebäude im Anschluss verkauft. Der Bahnhof wurde damit zum unbesetzten Haltepunkt. Seit dem 29. September 1985 endet in Schmiechen der Augsburger Verkehrsverbund. Nachdem der Bahnhof sich bereits seit 1944 im Regierungsbezirk Schwaben befunden hatte, änderte die Deutsche Bahn im Dezember 2010 den Namen von Schmiechen (Oberbay) in Schmiechen (Schwab).

#### Egling

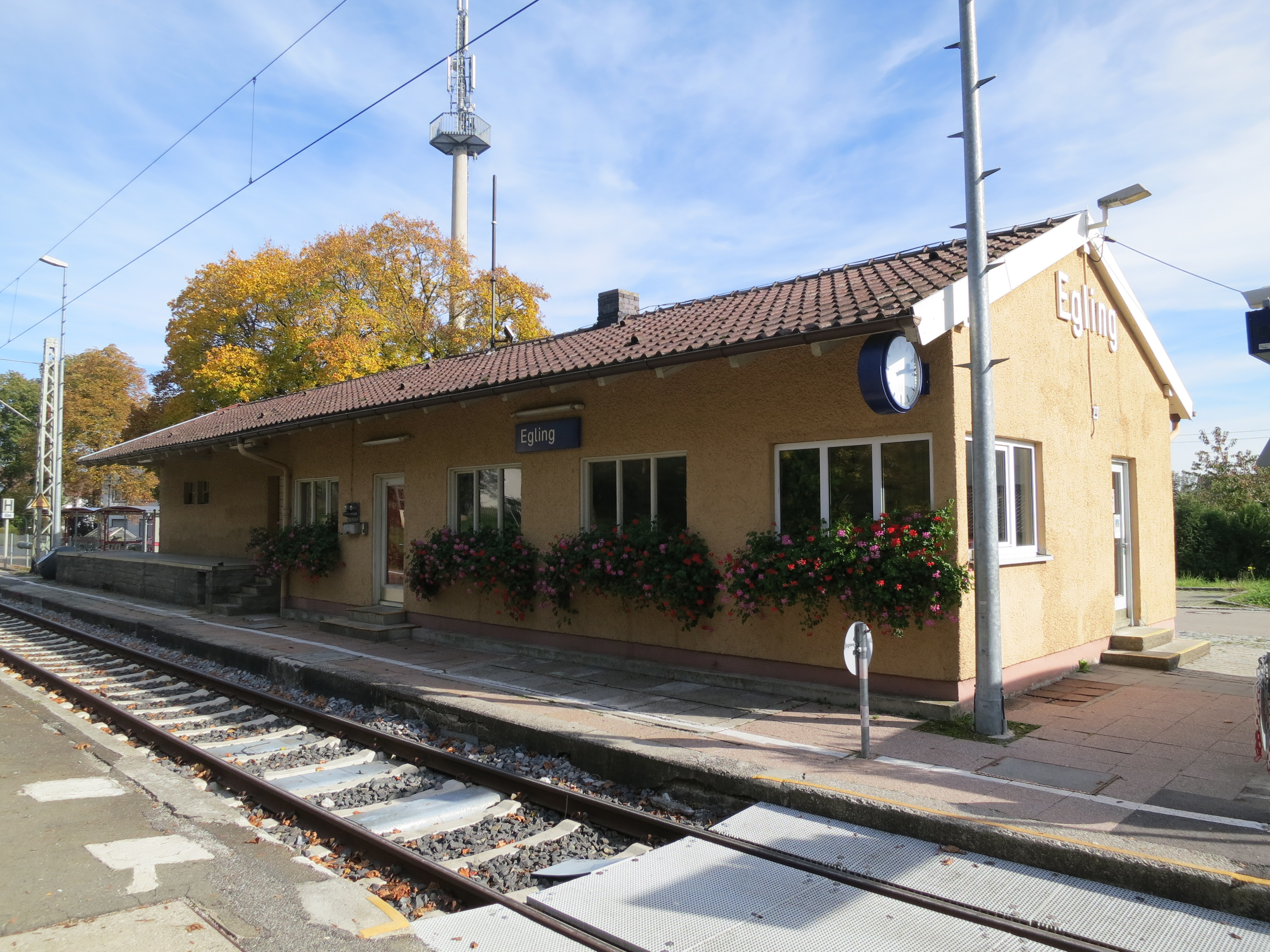
Empfangsgebäude des Bahnhofs Egling (2013)

Der im Nordwesten der Gemeinde Egling an der Paar gelegene Bahnhof Egling (Lage) ist heute neben dem Bahnhof Walleshausen der einzige Bahnhof zwischen Mering und Geltendorf, an dem noch Zugkreuzungen möglich sind. Beim Bau des Bahnhofs wurde das Empfangsgebäude einen Meter zu nah am Gleis errichtet, sodass es abgebrochen und noch einmal neu gebaut werden musste. Das einstöckige gemauerte Gebäude mit Holzverkleidung, das im Lokalbahnstil errichtet wurde, wurde 1940 umgebaut und vergrößert, wobei die Holzverkleidung entfernt wurde. Dabei wurde es mit einem mechanischen Einheitsstellwerk der Bauart 1937 ausgestattet. Im Gebäude befindet sich außerdem eine heute nicht mehr benutzte Ladehalle. Seit 1960 besitzt der Bahnhof eine elektrische Beleuchtung. Neben dem Haupt- und dem Ausweichgleis besitzt der Bahnhof ein mit zwei Weichen an das Ausweichgleis angebundenes Ladegleis, an dem bis 1987 eine Verladeanlage für den Zuckerrübentransport existierte. Bis 1993 wurde der Bahnhof noch regelmäßig im Güterverkehr bedient, 1995 stellte die Deutsche Bahn die Güterverladung endgültig ein und legte das Ladegleis 1996 durch Ausbau der Weichen still. Das am Hausbahnsteig liegende Ausweichgleis ist 609 Meter lang, um ICE-Züge über die Strecke umleiten zu können, das Hauptgleis befindet sich an einem Zwischenbahnsteig. In den 1980er Jahren hielten in Egling vereinzelt auch Schnellzüge, zuletzt bis 1988 der D 2716 von Mittenwald nach Dortmund.

#### Wabern (Paar)
Der Haltepunkt Wabern (Paar) (Lage) lag etwa einen Kilometer vom Geltendorfer Ortsteil Wabern an der Paar entfernt. Er band außerdem den Ort Dünzelbach sowie den südlichen Teil von Egling an die Ammerseebahn an. Als Dienstgebäude diente zunächst eine Wellblechhütte, die später um einen als Warteraum dienenden Wagenkasten ergänzt wurde. 1922 errichtete die Gruppenverwaltung Bayern der Deutschen Reichsbahn ein gemauertes Bahnwärterhaus. Ende der 1930er-Jahre wurden die Wellblechhütte und der Wagenkasten durch ein eingeschossiges Holzgebäude mit Flachdach ersetzt. Bis 1960 diente der Haltepunkt zur Verladung von Tieren, wofür eine fahrbare hölzerne Rampe benutzt wurde, da kein Ladegleis vorhanden war. Zum Sommerfahrplan 1962 gab die Deutsche Bundesbahn den Haltepunkt aufgrund zu geringer Fahrgastzahlen auf und baute den Seitenbahnsteig ab. Das hölzerne Dienstgebäude wurde wenige Jahre später zurückgebaut, das Bahnwärterhaus Mitte der 1980er-Jahre abgebrochen. Heute sind keine Relikte des Haltepunkts mehr vorhanden.

#### Walleshausen

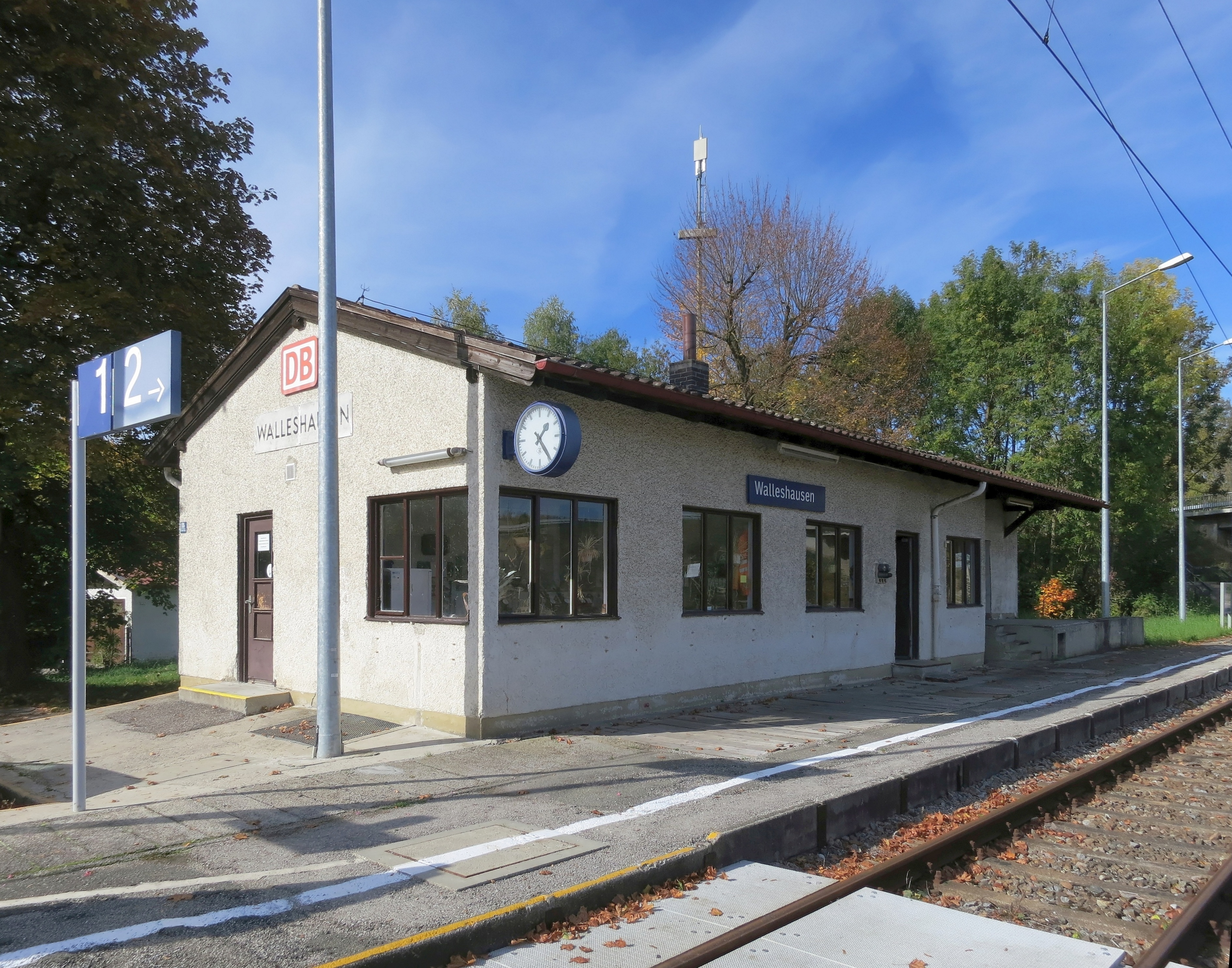
Empfangsgebäude des Bahnhofs Walleshausen (2013)

Der Bahnhof Walleshausen (Lage) ist neben dem Bahnhof Egling der zweite Zugkreuzungsbahnhof im Nordabschnitt der Ammerseebahn. Mit seinen 760 Meter langen Gleisen ist er bei Umleitungen über die Ammerseebahn besonders wichtig für Zugkreuzungen. Gegenüber dem Empfangsgebäude befindet sich ein Ladegleis zur Verladung landwirtschaftlicher Güter, das 1994 durch Entfernung der Weiche stillgelegt wurde. Das eingeschossige Empfangsgebäude wurde im Lokalbahnstil als gemauertes Gebäude mit Holzverkleidung errichtet. 1938 baute die Deutsche Reichsbahn das Gebäude grundlegend um, wobei es mit einem Satteldach und einer überdachten Laderampe versehen und die Holzverkleidung entfernt wurde. Seitdem ist es im Heimatstil gehalten. Noch heute sind im Gebäude Holzbalken aus der Lokalbahnzeit erhalten. In ihm befinden sich Diensträume, ein Warteraum sowie eine heute nicht mehr genutzte Ladehalle. Des Weiteren ist im Gebäude ein mechanisches Einheitsstellwerk von 1938 untergebracht. 1959 wurde der Bahnhof mit zweiflügeligen ungekoppelten Formsignalen ausgestattet, die noch heute vorhanden sind. Seit 1960 besitzt der Bahnhof eine elektrische Beleuchtung. Das Bahnwärterhaus wurde in den 1970er Jahren abgebrochen. Nachdem seit Anfang der 1980er Jahre eine Straßenbrücke das Bahnhofsareal überspannt, konnte der in der Bahnhofsmitte gelegene Bahnübergang entfallen. Am 25. November 2011 wurde der Fahrkartenschalter geschlossen. Das Stationsgebäude befindet sich seit Dezember 2012 in Privatbesitz, ein Teil davon ist allerdings weiterhin an die Deutsche Bahn vermietet. 2015 wurde der Zwischenbahnsteig am durchgehenden Hauptgleis durch Aufsetzen von Textilbeton-Elementen saniert.

#### Kaltenberg

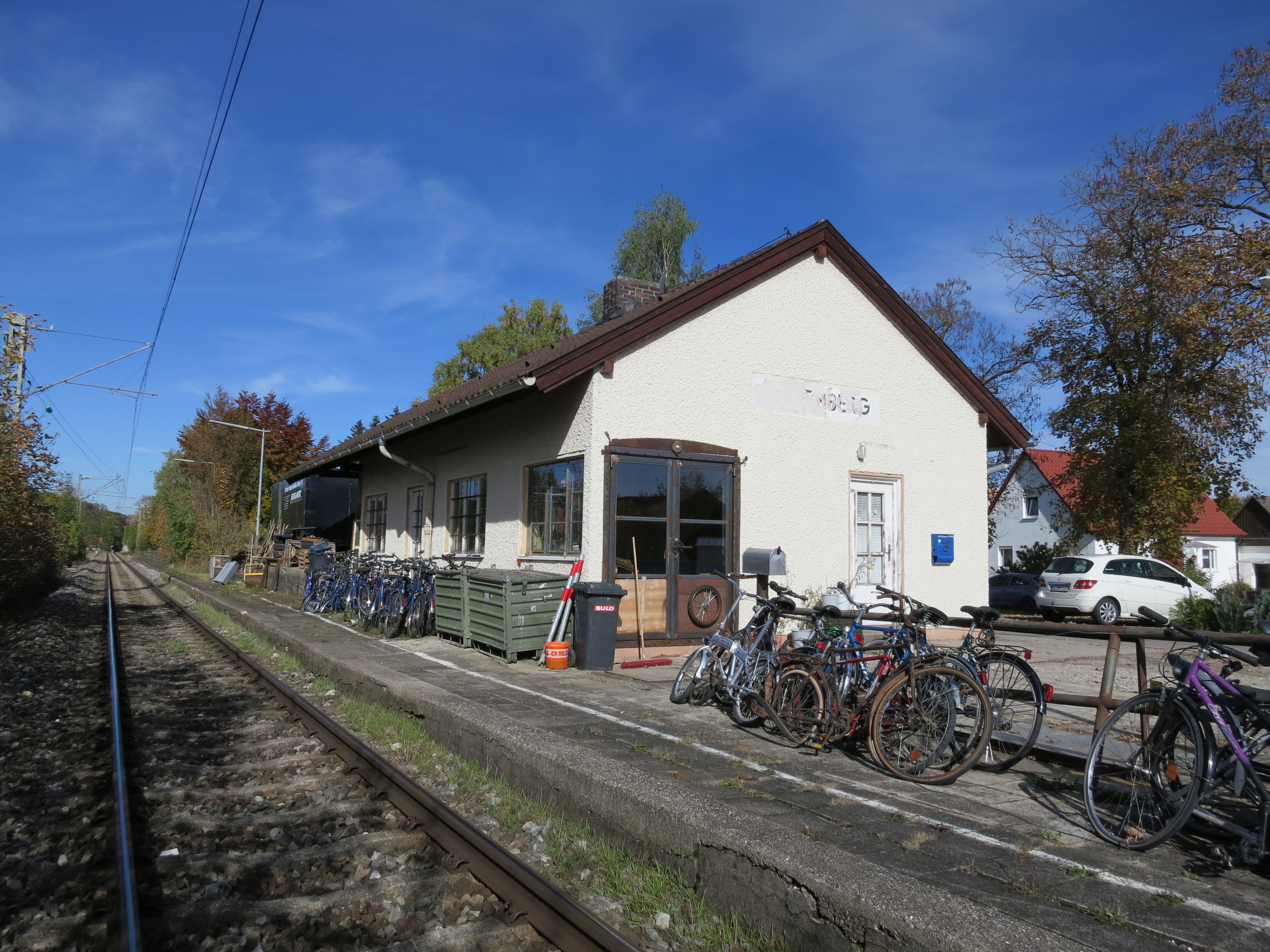
Ehemaliger Bahnhof Kaltenberg (2013)

Der ehemalige Bahnhof Kaltenberg (Lage) befindet sich im Südosten des Geltendorfer Ortsteils Kaltenberg. Er besaß neben dem durchgehenden Hauptgleis, an dem sich der Hausbahnsteig befand, ein in beide Richtungen ans Hauptgleis angebundenes Ladegleis, das im Güterverkehr aus Richtung Geltendorf bedient wurde. Außerdem zweigte ab 1961 aus Richtung Geltendorf ein Anschlussgleis zu einem Sägewerk von der Strecke ab, das bis in die 1980er Jahre genutzt wurde. Beim Bau des Bahnhofs wurde östlich der Strecke ein eingeschossiges gemauertes Empfangsgebäude im Lokalbahnstil errichtet, das mit einer Holzverkleidung versehen war und eine Ladehalle beinhaltete. Die im rechten Winkel zum Empfangsgebäude stehende Laderampe befand sich direkt am Hauptgleis. 1938 baute die Deutsche Reichsbahn das Gebäude um und vergrößert es, dabei wurden die Holzverkleidung und die Überdachung der Laderampe entfernt. Gleichzeitig wurde das Ladegleis errichtet. Am 28. September 1985 legte die Deutsche Bundesbahn den Bahnhof still, das Empfangsgebäude blieb jedoch noch einige Zeit besetzt. In den Jahren 1987 und 1988 und noch einmal 2005 bis 2008 hielten Sonderzüge zu den Ritterfestspielen im Schloss Kaltenberg am Bahnhof. Das im Privatbesitz befindliche Empfangsgebäude und der Hausbahnsteig sind noch erhalten, das Ladegleis und der Gleisanschluss wurden abgebaut.

#### Geltendorf

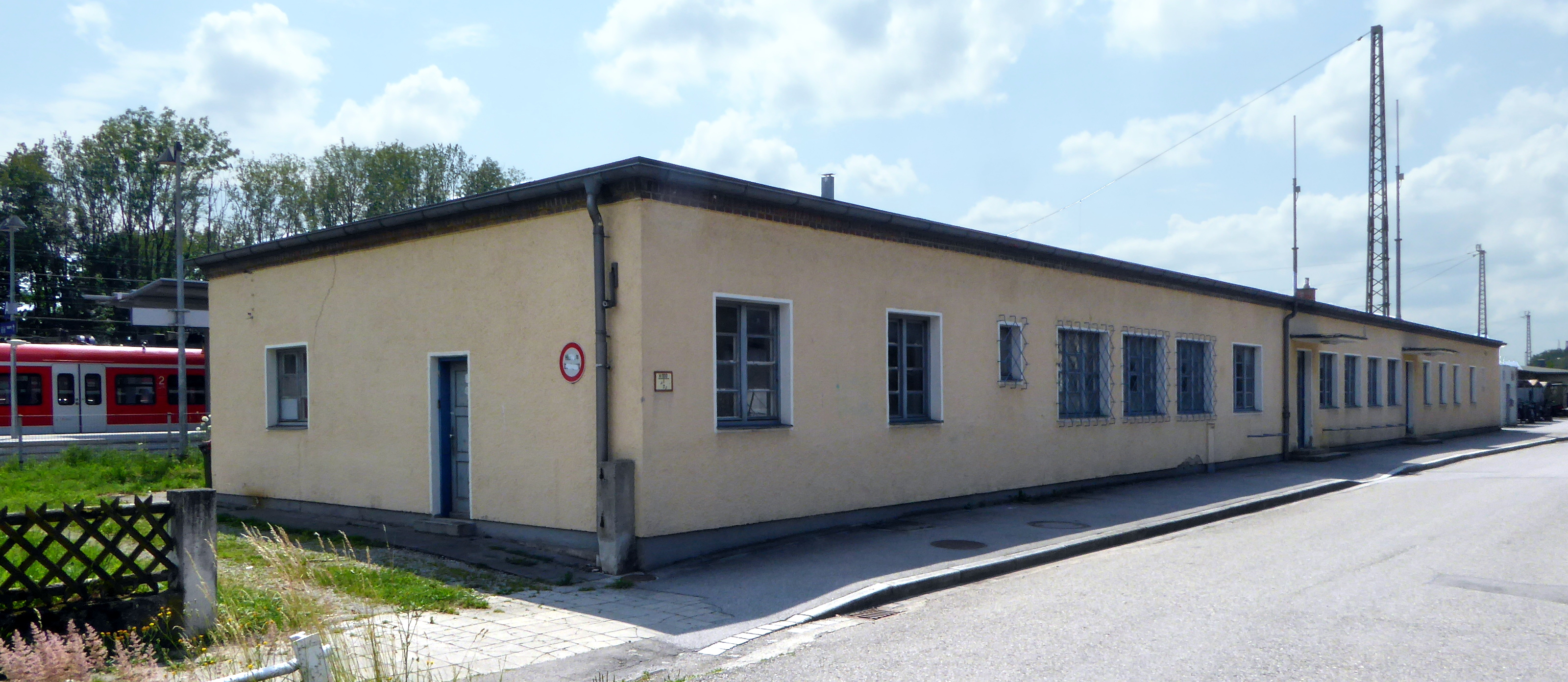
Empfangsgebäude des Bahnhofs Geltendorf (2018)

Im Kreuzungsbahnhof Geltendorf (Lage) kreuzen sich die Ammerseebahn und die Bahnstrecke München–Buchloe. Seit 1907 existiert westlich des Bahnhofs eine höhenfreie Kreuzung. Beim Bau der Strecke von München nach Buchloe 1873 wurde in Geltendorf kein Bahnhof eingerichtet, da der Ort zwei Kilometer nördlich der Strecke lag. Erst mit dem Bau der Ammerseebahn erhielt Geltendorf einen Bahnhof. Ursprünglich besaß der Bahnhof ein hölzernes einstöckiges Empfangsgebäude, das in den 1930er Jahren durch ein weiterhin einstöckiges gemauertes Gebäude ersetzt wurde. Der Bahnhof besitzt fünf Bahnsteiggleise an einem Hausbahnsteig und zwei Mittelbahnsteigen, südlich davon befinden sich weitere Abstellgleise. Seit 1972 ist Geltendorf Linienendpunkt der S-Bahn München, heute fährt die Linie S4 nach Geltendorf.

#### St. Ottilien

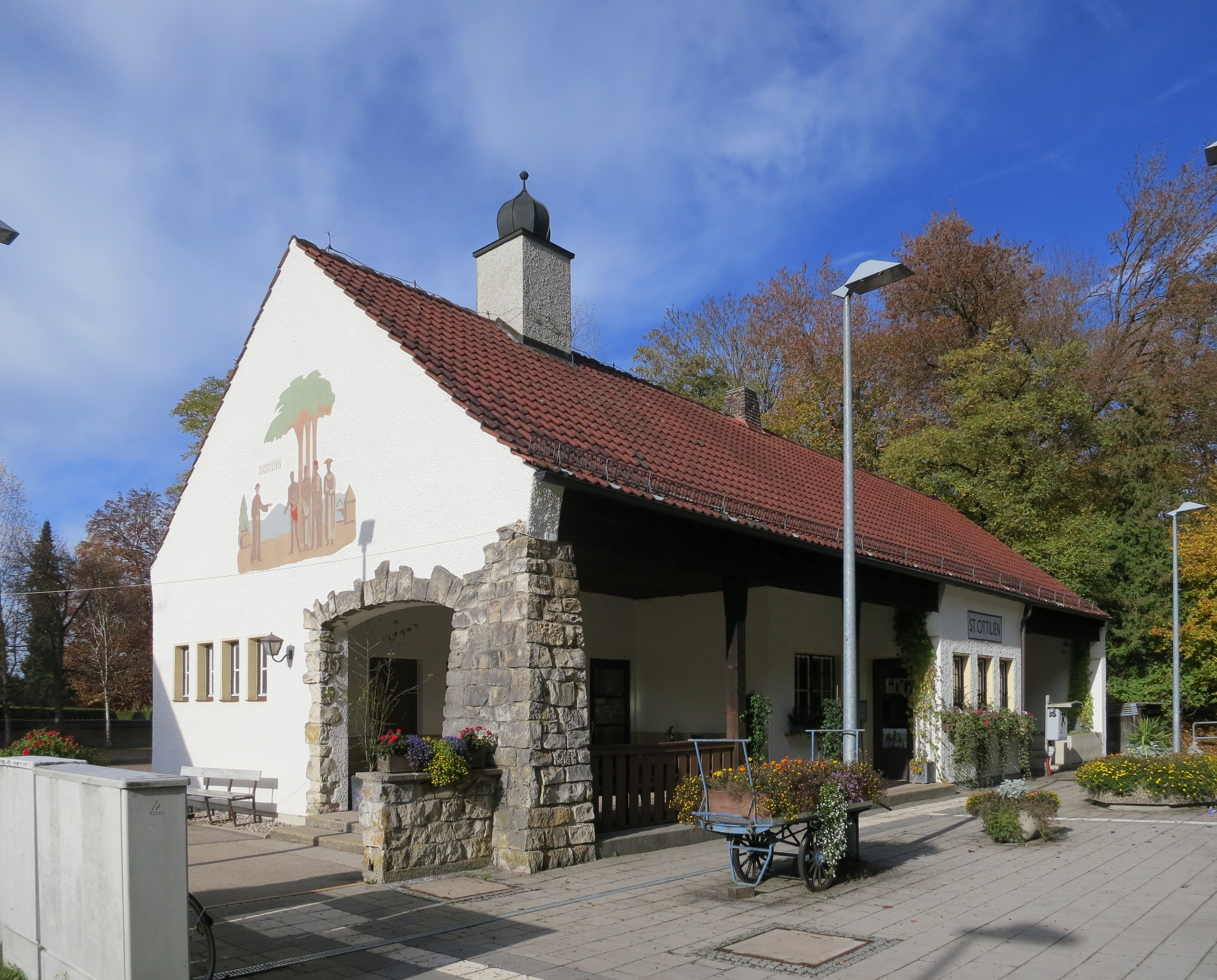
Empfangsgebäude des Haltepunkts St. Ottilien (2013)

Die Haltestelle St. Ottilien (Lage) wurde nur für das zur Gemeinde Eresing gehörende Kloster Sankt Ottilien errichtet. Sie bestand aus einem Schüttbahnsteig am durchgehenden Hauptgleis und einem Ladegleis. Das erste Empfangsgebäude war eine Wellblechhütte. Zur Zeit des Ersten Weltkriegs erhielt die Haltestelle 1914 ein hölzernes Empfangsgebäude mit Walmdach, einen befestigten Bahnsteig und einen provisorischen Güterschuppen. 1939 brach die Deutsche Reichsbahn das hölzerne Gebäude ab und ersetzte es durch ein gemauertes eingeschossige Empfangsgebäude mit Satteldach und Dachreiter im Heimatstil, in das neben Warteraum und Diensträumen eine Güterhalle integriert war. 1967 stellte die Deutsche Bundesbahn den Güterverkehr ein und baute das Ladegleis daraufhin ab, sodass die Haltestelle zum Haltepunkt wurde. Ende 2002 wurde das Empfangsgebäude geschlossen. Heute wird der Haltepunkt werktags hauptsächlich durch den Schülerverkehr aus der Umgebung frequentiert.

#### Greifenberg (Oberbay)

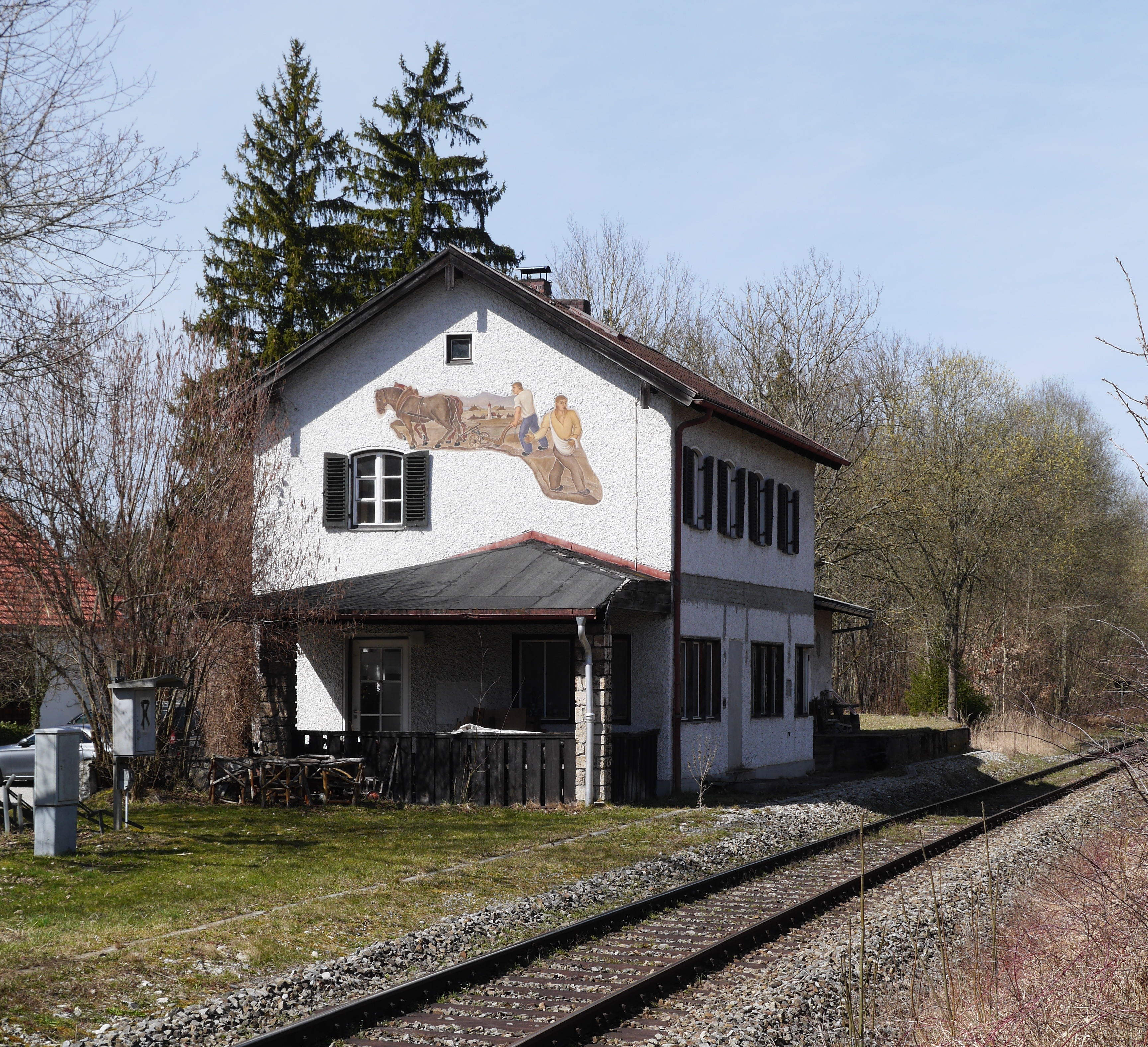
Ehemaliger Bahnhof Greifenberg (2018)

Der ehemalige Bahnhof Greifenberg (Oberbay) (Lage) befindet sich im Greifenberger Ortsteil Neugreifenberg am Ufer der Windach. Wegen seiner Nähe zur Gemeinde Windach wurde der Bahnhof in der Vorplanung in den Jahren 1896 und 1897 als Haltestelle Windach geplant. Das zweigeschossige Empfangsgebäude wurde als quadratischer unverputzter Klinkerbau mit Zeltdach errichtet. 1936 wurde es nach den Vorgaben de Heimatstils erheblich umgebaut und nach Süden verlängert, dabei erhielt es ein Satteldach und ein neues, von Tuffsteinsäulen gestütztes Vordach. Nachdem sich das Stellwerk zuerst in einem Anbau auf der Gleisseite des Gebäudes befunden hatte, war es nach dem Umbau im Erdgeschoss untergebracht. Nördlich schließt an das Empfangsgebäude ein Güterschuppen in verputzter Holzbauweise an. Die Gleisanlagen des Bahnhofs bestanden aus dem durchgehenden Hauptgleis am Hausbahnsteig und einem Ladegleis, das aus einem Rampen- und einem Ausziehabschnitt bestand. Es war bis in die 1960er-Jahre zweiseitig angeschlossen und wurde bis zur Stilllegung des Bahnhofs zur Verladung landwirtschaftlicher Produkte und Geräte verwendet. Nördlich gelegen gibt es bis heute einen eingeschossigen, länglichen, verputzten Fachwerkbau aus der Anfangszeit der Bahn, der lange Zeit die Bahnhofstoiletten und diverse Magazine beherbergte.
Aufgrund zu weniger Reisender, und zu hoher Personalkosten im Betriebs- und Verkehrsdienst wurde der Verkehrshalt 1984 gestrichen, das Ladegleis und die letzten zwei Weichen wurden abgebaut. Bis zum Sommerfahrplan 1985 existierte die Station, als Greifenberg Betriebsbahnhof, mit besetzter Fahrkartenausgabe und Fahrdienstleitung weiter, bis 1985 die Signalanlagen abgebaut waren. Im Dezember 1996 wurde der Hausbahnsteig abgebaut und das östliche Holzvordach abgesägt, da sich dort für überbreite Ladungen eine Engstelle befand, die mit maximal 5 km/h befahrbar war. Das Hauptgebäude stand von etwa 1986 bis 2004 mit kurzen Ausnahmen leer. Nach Verhandlungen erwarb die Gemeinde Greifenberg im Sommer 2009 das gesamte Bahnhofsareal von der Deutschen Bahn. Die Gemeinde Greifenberg bemühte sich mehrmals erfolglos um die Reaktivierung des Bahnhofs.

#### Theresienbad

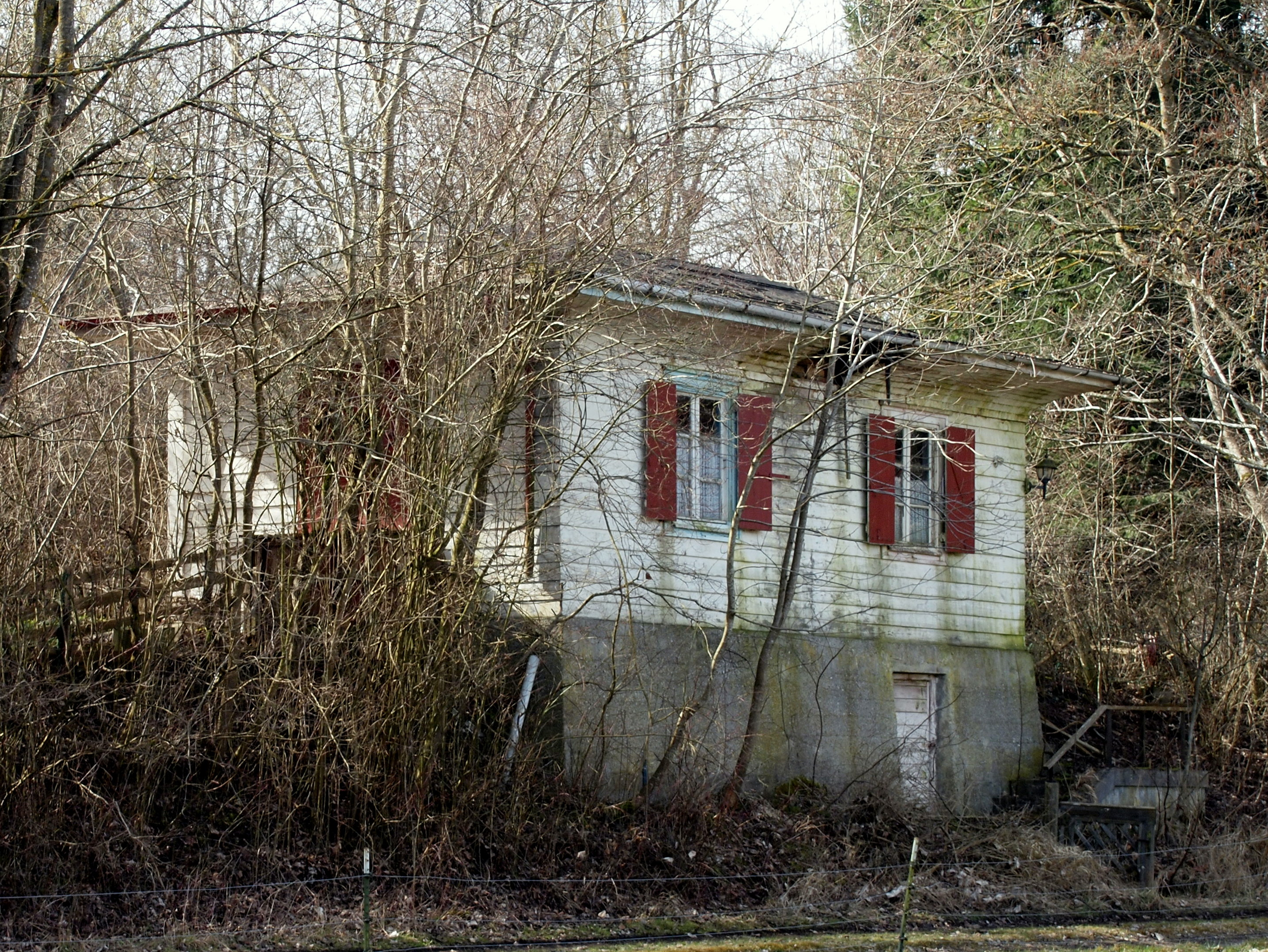
Empfangsgebäude des Haltepunkts Theresienbad (2014)

Der Haltepunkt Theresienbad (Lage) lag etwa 400 Meter südlich der Gemeinde Greifenberg. Er bestand aus einem hölzernen eingeschossigen Dienstgebäude mit Walmdach und einem Hausbahnsteig am durchgehenden Hauptgleis. Der Haltepunkt diente hauptsächlich der Anbindung des 1836 eröffneten Greifenberger Theresien-Heilbades. Später entstand gegenüber dem Empfangsgebäude ein zweigeschossiges Wohnhaus für das Bahnpersonal, das bis heute erhalten ist. 1939 renovierte die Deutsche Reichsbahn das Betriebsgebäude. Wegen geringer Fahrgastzahlen fuhren ab dem 1. Oktober 1961 die meisten Züge in Theresienbad durch. 1964 wurde der Haltepunkt stillgelegt. Das Empfangsgebäude befindet sich heute in Privatbesitz und steht leer.

#### Schondorf (Bay)

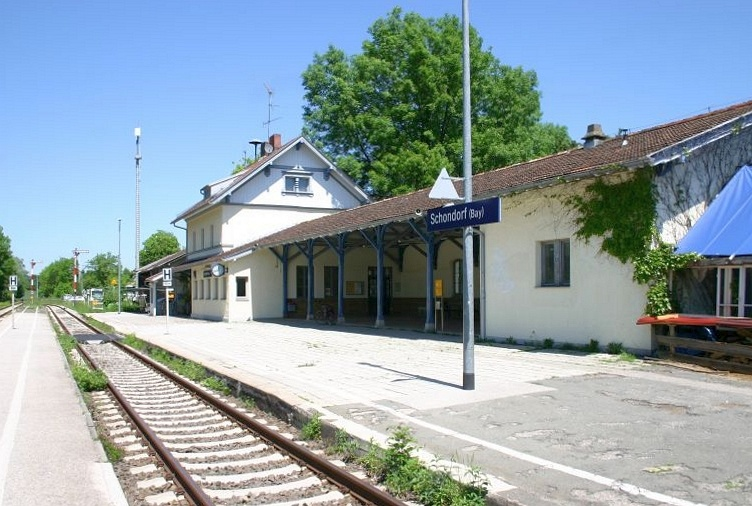
Bahnhof Schondorf (2009)

Der Bahnhof Schondorf (Bay) (Lage) ist der nördlichste Bahnhof am Ammersee und etwa 800 Meter vom Ammerseeufer entfernt. Er befindet sich zwischen den beiden Ortsteilen Oberschondorf und Unterschondorf der Gemeinde Schondorf am Ammersee. Bei der Eröffnung am 30. Juni 1898 war der Bahnhof der südliche Endpunkt der Strecke, mit dem Lückenschluss zwischen Schondorf und Dießen am 23. Dezember 1898 wurde er zum Durchgangsbahnhof. Der Bahnhof verfügt über ein gemauertes dreigeschossiges Empfangsgebäude und ein Nebengebäude, die durch eine halboffene Wartehalle verbunden sind. 1934 baute die Deutsche Reichsbahn das Gebäude im Heimatstil um. Die Gleisanlagen des Zugkreuzungsbahnhofs bestanden aus drei Hauptgleisen, einem Ladegleis und einem Anschlussgleis. Heute sind nur noch das durchgehende Hauptgleis und ein Ausweichgleis in Betrieb. Das Empfangsgebäude mit Wartehalle und der 1898 errichtete Güterschuppen stehen unter Denkmalschutz.

#### Utting

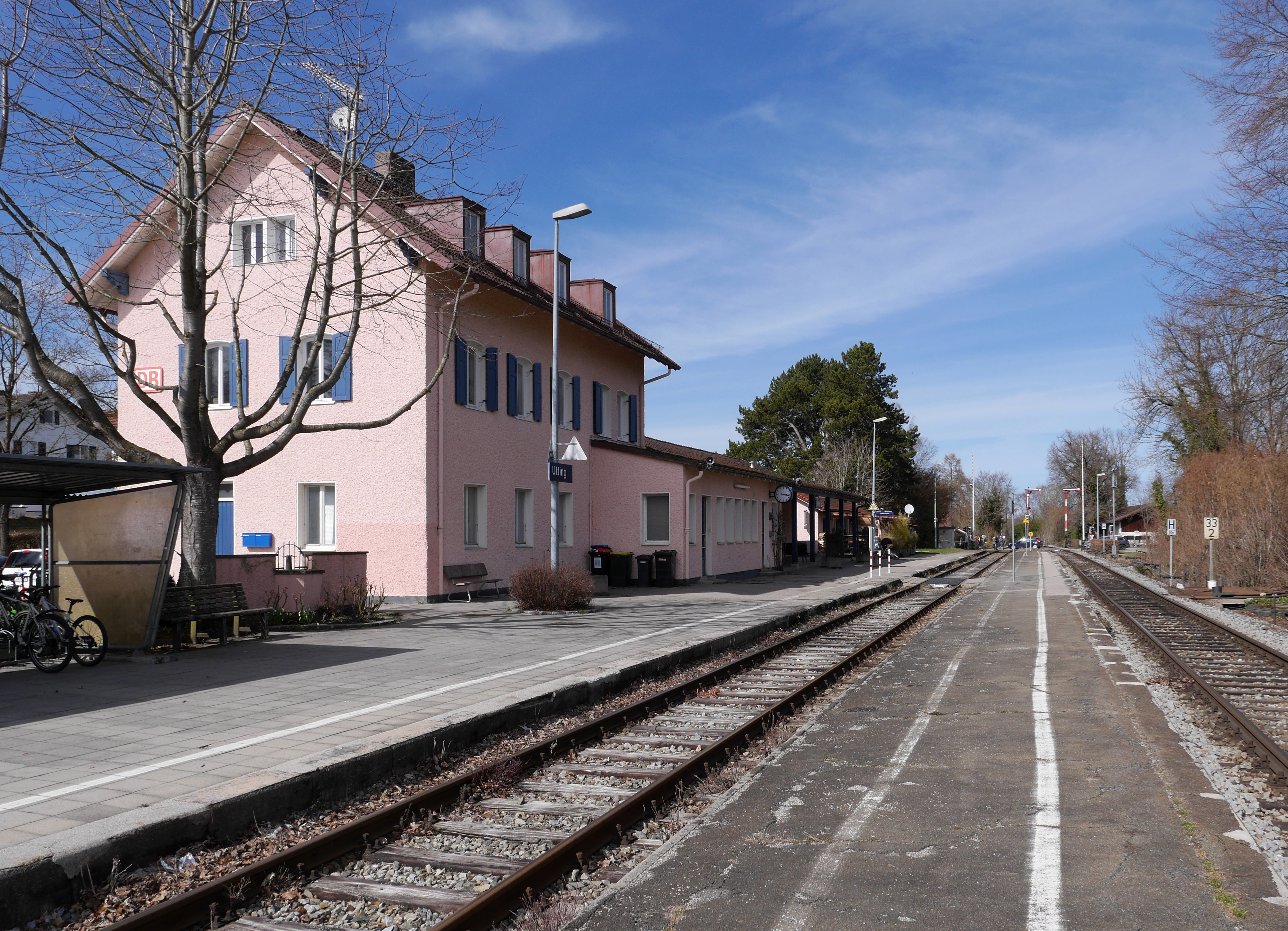
Bahnhof Utting

Der Bahnhof Utting (Lage) befindet sich im Osten der Gemeinde Utting am Ammersee und ist etwa 200 Meter vom Ammerseeufer entfernt. Er ist ein Zugkreuzungsbahnhof.
Der Bahnhof Utting ist noch personell besetzt. Im Erdgeschoss wurde ab 2009 ein elektronisches Stellwerk eingebaut, aus dem seit November 2009 der Nachbarbahnhof Dießen und seit Februar 2011 der Bahnhof Lagerlechfeld sowie die Anschlussweiche in Oberottmarshausen, die beide an der Bahnstrecke Bobingen–Kaufering liegen, ferngestellt werden. Die Fahrkartenausgabe samt Wartehalle ist seit 2008 (ESTW-Umbau) dauerhaft geschlossen. Das mechanische Einheitsstellwerk und die mechanische Drahtzugvollschranke in Höhe des Rathauses sind allerdings weiterhin in Betrieb.

#### Riederau

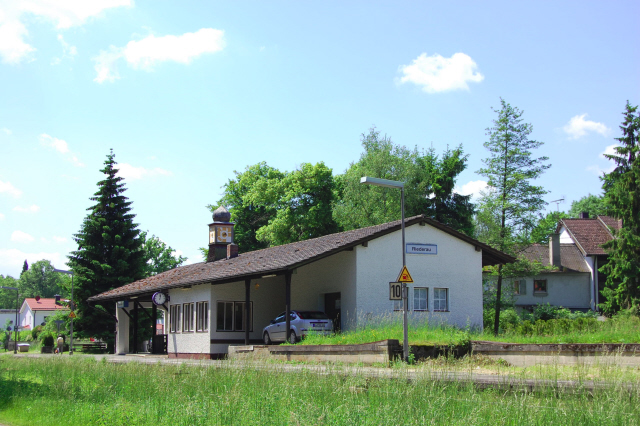
Bahnhof Riederau (2010)

Der Bahnhof Riederau (Lage) im Ortsteil Riederau der Gemeinde Dießen am Ammersee ist nur noch ein besetzter Haltepunkt, betrieblich eine Deckungsstelle. Die in der Vorplanung ursprünglich nicht vorgesehene Haltestelle wurde hauptsächlich für die Holzverladung eingerichtet. Anfangs hatte die Station nur eine Wellblechhütte als Empfangsgebäude. 1903 wurde sie durch eine hölzerne Baracke ersetzt. 1937 wurde ein gemauertes Empfangsgebäude mit Satteldach, offener Wartehalle und Güterschuppenanbau errichtet, auf dessen Dach sich ein mit Holzschindeln gedecktes Uhrtürmchen befindet. Die Gleisanlagen des Bahnhofs bestanden aus dem durchgehenden Hauptgleis am Hausbahnsteig und einem beidseitig angebundenem Ladegleis. Das Gütergleis wurde um 1983 abgebaut, seit 1976 war die Station betrieblich nur noch ein Haltepunkt mit Blockstelle. Das Empfangsgebäude ist noch besetzt, da die Schranke zum Seezugang mechanisch mittels Schrankenkurbel betätigt wird. Der nicht mehr genutzte Güterschuppenanbau ist noch erhalten, das Empfangsgebäude steht unter Denkmalschutz.

#### St. Alban
Der Haltepunkt St. Alban (Lage) wurde am 29. September 2006 neu eröffnet, Baubeginn war am 24. April 2006. Er befindet sich im Norden des Ortsteils St. Alban der Gemeinde Dießen am Ammersee und dient der Anbindung des 2006 eröffneten Ammersee-Gymnasiums. Der Haltepunkt besteht aus einem 120 Meter langen Seitenbahnsteig mit Wartehäuschen und Fahrkartenautomat am durchgehenden Hauptgleis. Anfangs wurde der Haltepunkt nur von einzelnen Zügen bedient, seit dem Fahrplanwechsel im Dezember 2006 halten alle Züge in St. Alban. Von April bis September 2009 wurde am Haltepunkt außerdem eine Fußgängerunterführung unter dem Bahngleis errichtet, die am 22. September 2009 eröffnet wurde. Die Baukosten für Station und Unterführung betrugen circa 1.150.000 Euro.

#### Dießen

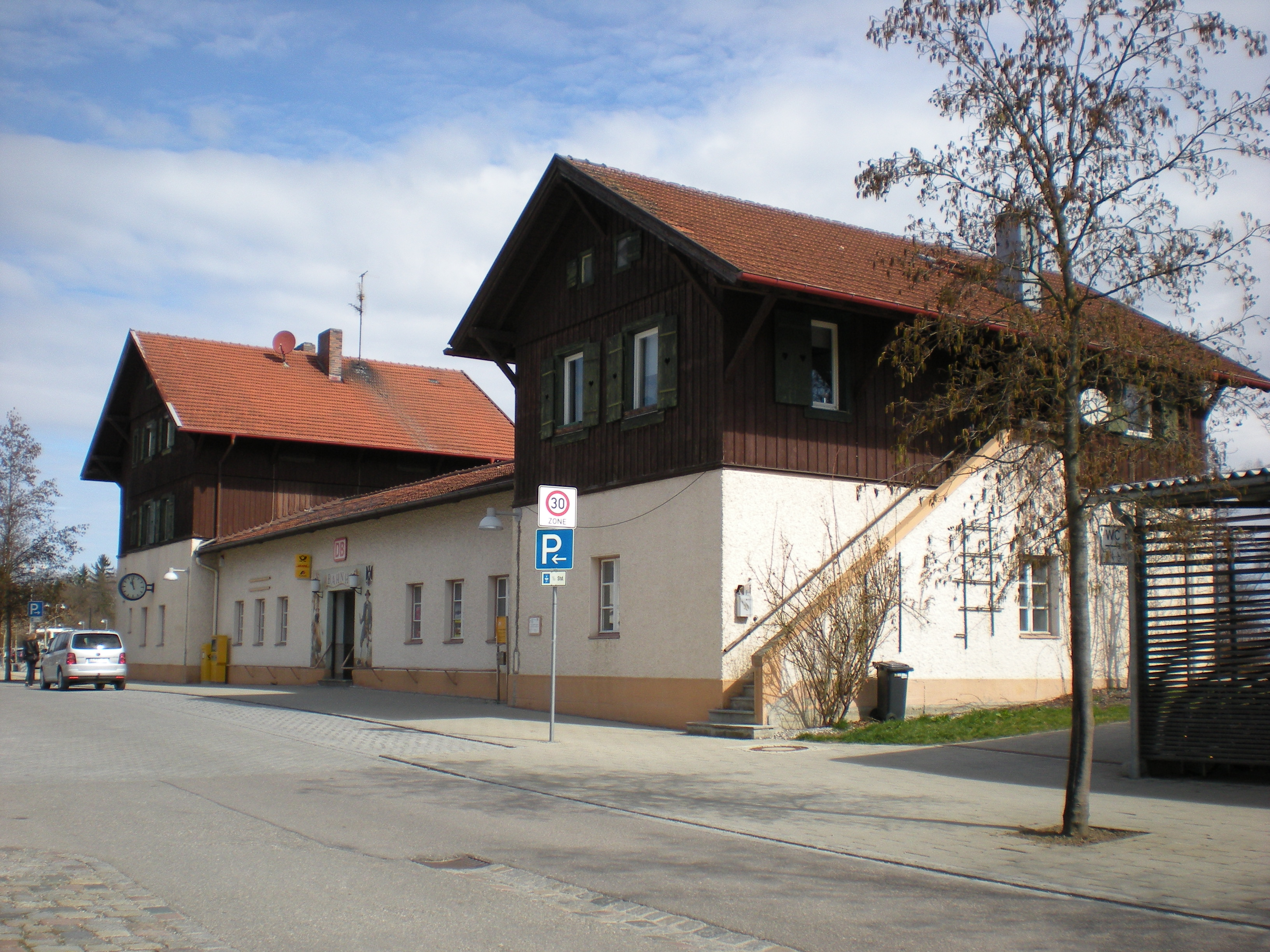
Empfangsgebäude des Bahnhofs Dießen (2013)

Der Bahnhof Dießen (Lage) im Nordwesten der Ortsmitte der Marktgemeinde Dießen am Ammersee liegt direkt am Ammerseeufer. Der Zugkreuzungsbahnhof war vom 30. Juni 1898 bis zum 23. Dezember 1898 der nördliche Endpunkt der aus Weilheim (Oberbay) kommenden Strecke; mit dem Lückenschluss zwischen Schondorf und Dießen wurde er zum Durchgangsbahnhof. Anfangs besaß der Bahnhof eine provisorische hölzerne Bahnhofsbaracke. Aufgrund der großen Bedeutung des Bahnhofs wurde 1901 ein gemauertes Gebäude errichtet. Es besteht aus einem zwei- und einem dreigeschossigen Teil mit Satteldächern, die durch eine halboffene Wartehalle verbunden sind. Der Bahnhof hatte ursprünglich drei Bahnsteiggleise, von denen noch zwei in Betrieb sind. Weitere Lade- und Abstellgleise wurden inzwischen abgebaut. 2009 wurden die Gleisanlagen und Bahnsteige des Bahnhofs vollständig erneuert. Das Empfangsgebäude steht unter Denkmalschutz.

#### Raisting
Der Bahnhof Raisting (Lage) zwischen den beiden heute zusammengewachsenen Raistinger Ortsteilen Raisting im Westen und Sölb im Osten ist nur noch ein Haltepunkt. Das Empfangsgebäude war ein einstöckiger Holzbau im Lokalbahnstil mit Satteldach. Er bestand aus Schalter- und Dienstraum sowie einem anschließenden Güterschuppen mit überdachter Laderampe. Ende der 1930er Jahre baute die Deutsche Reichsbahn das Gebäude um und vergrößerte es, dabei entfernte sie die Holzverkleidung. Nördlich des Gebäudes entstand 1922 ein bis heute bestehendes Bahnwärterhaus. Die Gleisanlagen bestanden aus dem durchgehenden Hauptgleis an einem Mittelbahnsteig, einem Ausweichgleis am Hausbahnsteig und einem beidseitig angebundenen Ladegleis am Güterschuppen, an dem hauptsächlich landwirtschaftliche Produkte verladen wurden. 1987 wurden das Empfangsgebäude und der Güterschuppen abgerissen, Ausweichgleis und Ladegleis abgebaut. Der Bahnhof wurde zum Haltepunkt; mit einer Länge von 12 Kilometern entstand zwischen Dießen und Weilheim (Oberbay) der größte Kreuzungsabstand der Ammerseebahn. Der Haltepunkt besteht nur noch aus einem Seitenbahnsteig mit Unterstand am Streckengleis.

#### Wielenbach

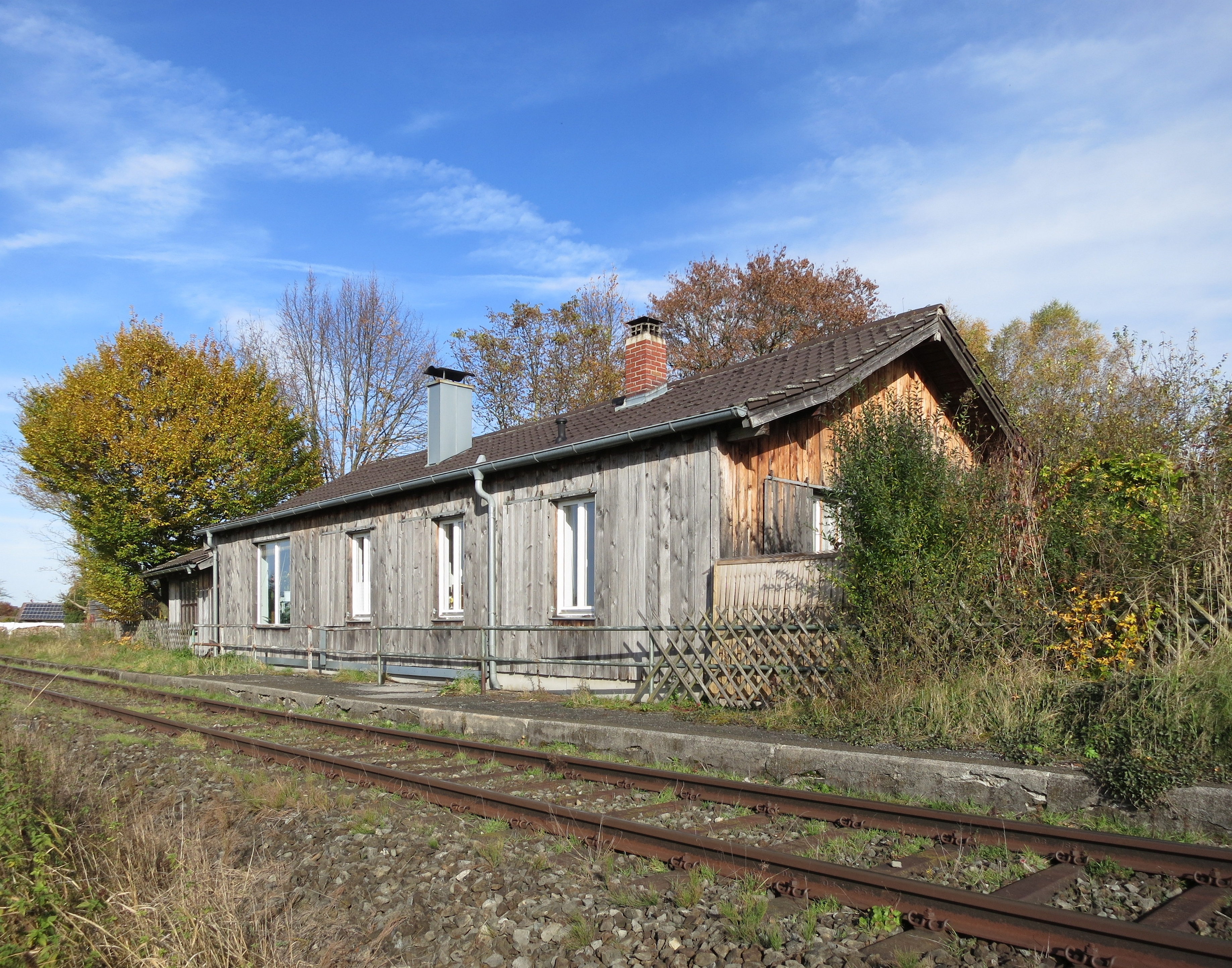
Ehemaliger Bahnhof Wielenbach (2013)

Der ehemalige Bahnhof Wielenbach (Lage) befindet sich westlich der Gemeinde Wielenbach. Das 1898 errichtete Empfangsgebäude war ursprünglich ein einstöckiger gemauerter Bau im Lokalbahnstil, der mit Holz verkleidet war. Es beinhaltete Schalter- und Dienstraum sowie eine Güterhalle mit angebauter überdachter Laderampe. 1938 baute die Deutsche Reichsbahn das Gebäude geringfügig um und entfernte die Holzverkleidung. Neben dem durchgehenden Hauptgleis am Hausbahnsteig besaß der Bahnhof ein aus Richtung Raisting nach Osten abzweigendes Ladegleis, an dem hauptsächlich landwirtschaftliche Güter und Kleintiere verladen wurden. Vom Bahnhof aus wurden drei Schranken bedient. 1970 stellte die Deutsche Bundesbahn die Stückgutabfertigung in Wielenbach ein. Zuletzt durchfuhren die meisten Züge den Bahnhof Wielenbach ohne Halt oder bedienten ihn nur noch als Bedarfshalt. 1983 wurde der Bahnhof stillgelegt und nur noch als Blockstelle betrieben. Die DB baute das Ladegleis zurück und verkaufte 1988 das Empfangsgebäude. Das Gebäude ist, in erheblich umgebauter Form, erhalten geblieben, ebenso ist noch der nicht mehr genutzte Hausbahnsteig vorhanden.
Am 18. März 2021 beschloss der Gemeinderat von Wielenbach, sich bei den zuständigen Stellen für die Wiedereinrichtung des Bahnhalts einzusetzen und als Gemeinde die notwendigen Vorleistungen wie Parkplatz und Fahrradabstellmöglichkeit zu erbringen.

#### Weilheim (Oberbay)

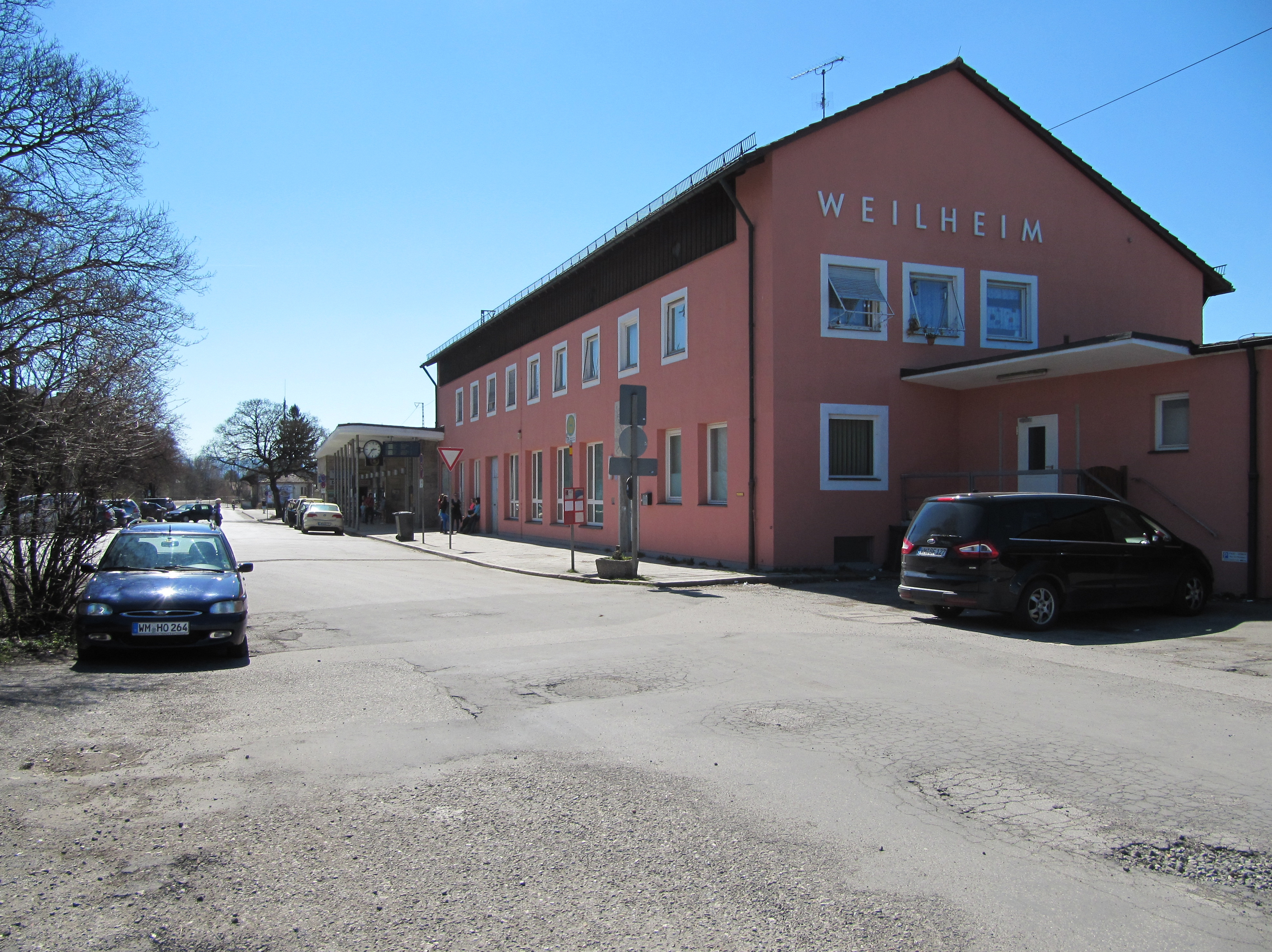
Empfangsgebäude des Bahnhofs Weilheim (2013)

Der Bahnhof Weilheim (Oberbay) (Lage) wurde am 1. Februar 1866 zusammen mit der Bahnstrecke von München über Weilheim nach Unterpeißenberg eröffnet. Mit der Eröffnung der Vizinalbahn von Weilheim nach Murnau am 15. Mai 1879, die 1889 als Lokalbahn nach Garmisch-Partenkirchen verlängert wurde, wurde der Weilheimer Bahnhof zum Trennungsbahnhof, mit der Eröffnung der Ammerseebahn am 30. Juni 1898 wurde er zum Kreuzungsbahnhof. Heute treffen in Weilheim die Bahnstrecke von München über Weilheim nach Garmisch-Partenkirchen, die Pfaffenwinkelbahn von Weilheim über Peißenberg nach Schongau und die Ammerseebahn aufeinander. Das dreigeschossige klassizistische Empfangsgebäude aus der Länderbahnzeit wurde im Zweiten Weltkrieg bei einem Luftangriff größtenteils zerstört. Es wurde durch ein langgestrecktes zweigeschossiges Gebäude mit Satteldach ersetzt, das noch heute existiert. Der Bahnhof besaß einst große Gleisanlagen, so hatte er 1977 noch 23 Gleise. Als Lokomotivstation hatte der Bahnhof Weilheim (Oberbay) außerdem eine Drehscheibe und einen dreiständigen Lokschuppen. Heute existieren neben den fünf Bahnsteiggleisen noch zwei bahnsteiglose Gleise und drei Abstellgleise sowie eine Dieseltankstelle. Von 2016 bis 2017 wurde der Bahnhof barrierefrei ausgebaut und mit einem elektronischen Stellwerk ausgestattet.

## Fahrzeuge

### Bayerische Staatsbahn und Deutsche Reichsbahn

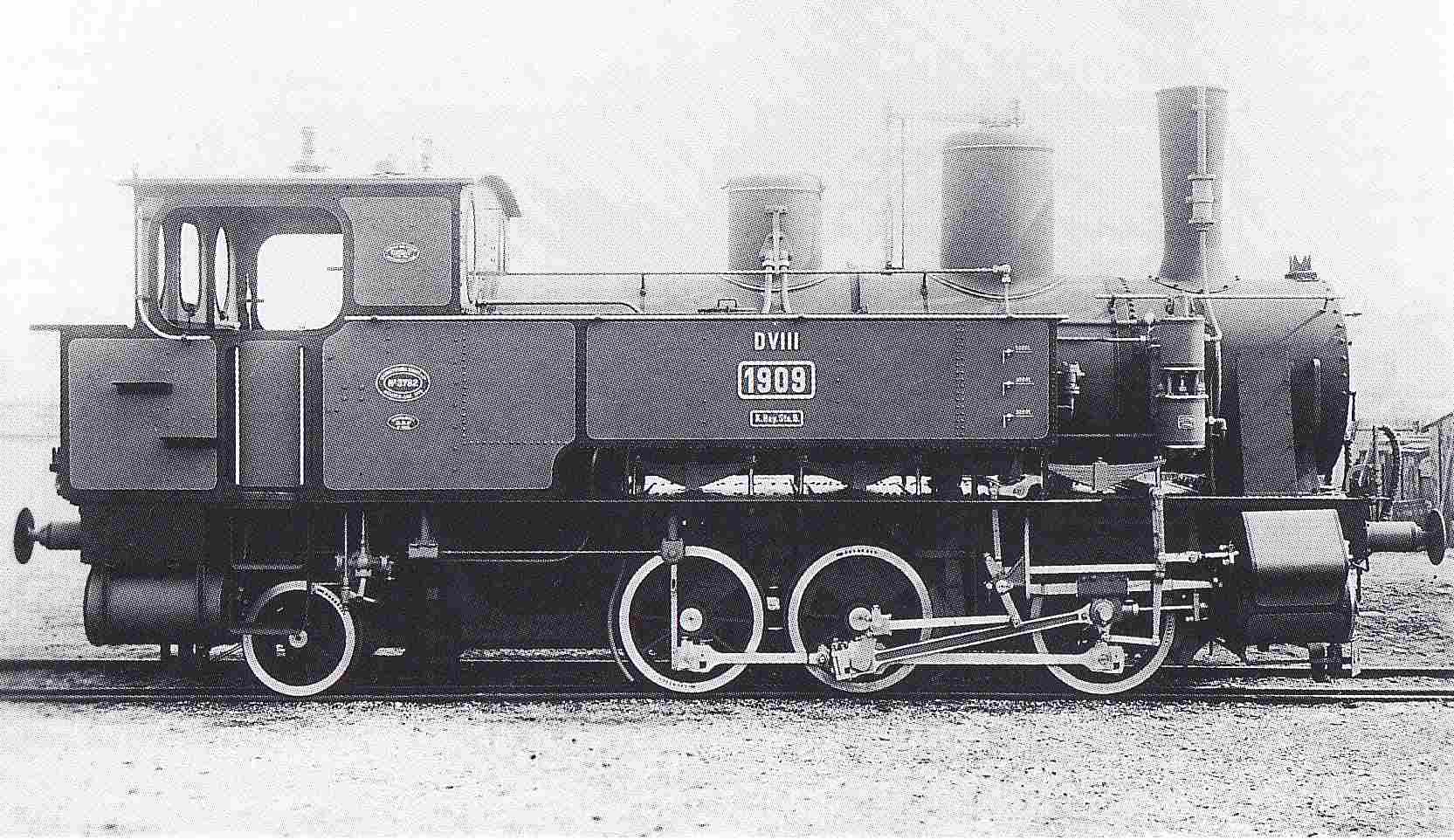
D VIII 1909 im Ablieferungszustand 1898 bei Krauss & Comp.

Für den Betrieb auf der Ammerseebahn bestellten die Königlich Bayerischen Staatseisenbahnen am 6. Oktober 1897 bei der Münchner Lokomotivfabrik Krauss & Comp. vier Nassdampflokomotiven der Gattung D VIII. Dabei handelte es sich um Tenderlokomotiven mit zwei Zylindern und einer Höchstgeschwindigkeit von 45 km/h. Die Lokomotiven wurden im März und April 1898 ausgeliefert und unter den Nummern D VIII 1906–1909 eingeordnet. Sie waren im Bahnbetriebswerk Augsburg beheimatet und bildeten die Grundlage für den Personen- und Güterverkehr auf der Ammerseebahn. Die Deutsche Reichsbahn ordnete sie als 98 671–674 in ihr Baureihenschema ein. Die vier Lokomotiven waren bis in die 1930er Jahre auf der Strecke in Betrieb und wurden dann ausgemustert oder verkauft.
| K.Bay.Sts.B.-Nummer | DRG-Nummer | Auslieferung   |
| ------------------- | ---------- | -------------- |
| D VIII 1906         | 98 671     | 22. März 1898  |
| D VIII 1907         | 98 672     | 1. April 1898  |
| D VIII 1908         | 98 673     | 8. April 1898  |
| D VIII 1909         | 98 674     | 18. April 1898 |

Neben den vier Stammlokomotiven der Gattung D VIII setzten die Bayerischen Staatseisenbahnen Dampflokomotiven der Gattungen B XI, D II, D VII und C IV auf der Ammerseebahn ein. Später kamen auch die Gattungen S 3/5, P 3/5 H und G 3/4 zum Einsatz.
Die Reisezüge bestanden meistens aus zweiachsigen Abteilwagen und dreiachsigen Durchgangswagen bayerischer Bauarten.
Bei der Deutschen Reichsbahn blieben die bisherigen Lokomotivbaureihen weiterhin im Einsatz. Zudem setzte die Deutsche Reichsbahn Lokomotiven der Baureihen 39 und 184–5 (Bayerische S 3/6) ein. Der mit einem Zugpaar täglich verkehrende Schnellzug nach Berlin wurde in den 1920er Jahren von Länderbahnwagen auf genietete Ganzstahlwagen der Bauarten 1928 bis 1936 umgestellt. Teilweise ersetzte die Deutsche Reichsbahn bei den Personenzügen die Länderbahnwagen durch Plattformwagen der DR-Bauart. Es blieben jedoch weiterhin viele Personenwagen der Bayerischen Staatsbahnen im Einsatz.

### Deutsche Bundesbahn

#### Lokomotiven
In der Nachkriegszeit erneuerte die Deutsche Bundesbahn den Fahrzeugpark der Ammerseebahn. Die Lokomotiven aus der Länderbahnzeit ersetzte sie weitgehend durch Einheitsdampflokomotiven der Baureihen 50 und 64. Von den ehemaligen Länderbahnlokomotiven blieben nach 1955 nur die Bayerische S 3/6 und die Preußische P 8 auf der Ammerseebahn, die im Bahnbetriebswerk Augsburg beheimatet waren.
Am 15. Februar 1965 stellte die Deutsche Bundesbahn den gesamten Verkehr auf Diesellokomotiven der Baureihe V 100 um, die in den Bahnbetriebswerken Augsburg und Kempten stationiert waren. Bereits nach einigen Wochen musste die DB im Personenverkehr jedoch wieder auf Dampflokomotiven der Baureihe 01 vor Eil- und Schnellzügen und Preußische P 8 (Baureihe 3810) vor Personenzügen zurückgreifen. Auch der Güterverkehr wurde wieder von Lokomotiven der Baureihe 50 übernommen, die vor den Schotterzügen aus Eschenlohe in Doppeltraktion verkehrten. Erst 1970 konnte die DB den Personenverkehr vollständig auf Dieseltraktion umstellen. Es wurden neben der V 100, die bei der DB inzwischen als Baureihe 211 und 212 bezeichnet wurde, Großdiesellokomotiven der Baureihe 216 eingesetzt. In den 1970er Jahren übernahmen Diesellokomotiven der Baureihe 218 des Bahnbetriebswerks Kempten den Verkehr.
Nach der Elektrifizierung des Nordabschnittes zwischen Mering und Geltendorf zum 7. September 1970 kamen planmäßig Elektrolokomotiven auf die Ammerseebahn. Bis 1991 wurden einige Schnellzüge zwischen Augsburg und Garmisch-Partenkirchen von Lokomotiven der Baureihe 111 gezogen. Auf dem nicht elektrifizierten Abschnitt von Geltendorf nach Weilheim spannte die DB dabei eine Diesellokomotive der Baureihe 218 vor den Zug, während die Ellok mit gesenktem Stromabnehmer mitlief. Güterzüge von Augsburg über Mering und Geltendorf in Richtung München wurden bis in die 1980er-Jahre noch mit Vorkriegs-Elloks bespannt. Bis 1976 kam in diesem Bereich die Baureihe 118, bis 1979 die Baureihe 117 und bis 1985 die Baureihe 194 zum Einsatz. Danach setzte die DB vor Güterzügen Elektrolokomotiven der Baureihen 140, 150 und 151 ein. Die Eil- und Personenzüge wurden weiterhin durchgehend mit Diesellokomotiven der Baureihe 218 bespannt, um lange Standzeiten zum Umspannen in Geltendorf zu vermeiden. Ab 1991 wurden auf dem Nordabschnitt vor einzelnen Wendezugleistungen Lokomotiven der Baureihe 141 aus dem Bw Nürnberg 1 eingesetzt.
Bis 1989 setzte die DB auf der Ammerseebahn vor kleineren Güterzügen und im Rangierdienst Köf-Rangierlokomotiven der Baureihe 333 ein. Danach übernahmen Lokomotiven der Baureihe 212 diese Aufgaben.

#### Triebwagen

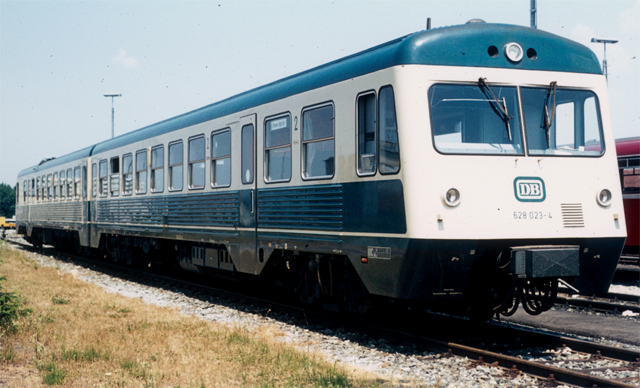
Die Baureihe 628 war in den 1980er und 1990er Jahren regelmäßig auf der Ammerseebahn im Einsatz.

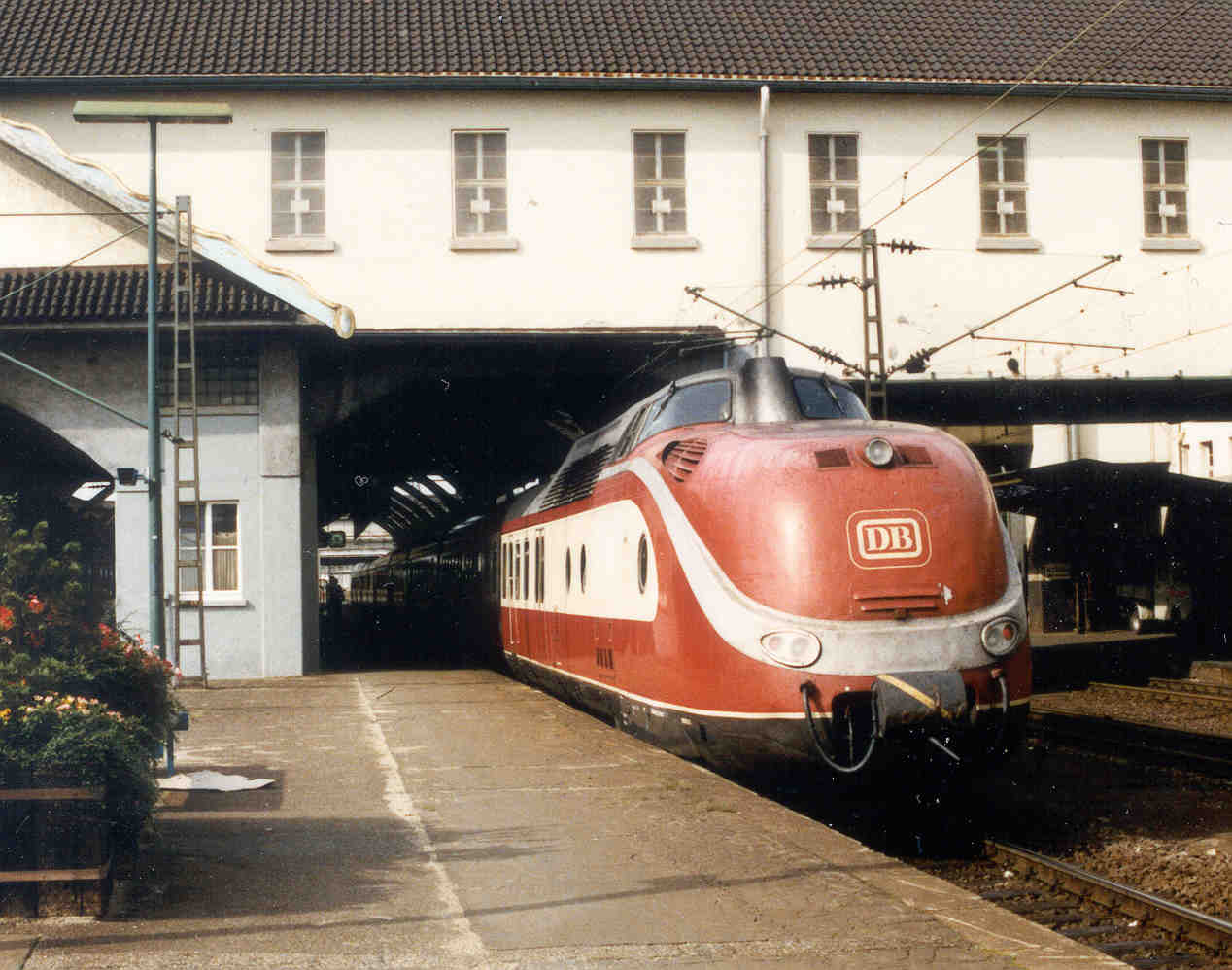
Eine Besonderheit stellte der Alpen-See-Express mit der Baureihe 601 auf der Ammerseebahn dar.

Bis 1970 kamen auf der Ammerseebahn nur vereinzelt Dieseltriebwagen zum Einsatz. Nach der Ausmusterung der Dampflokomotiven wurden von 1970 bis 1988 Akkumulatortriebwagen der Baureihe 515 eingesetzt. Ab den 1970er und 1980er Jahren verkehrten neue Dieseltriebwagen der Baureihen 627, 628.0 und 628.1 auf der Strecke. Ab 1987 setzte die DB auch die Baureihe 628.2 ein. Dabei war die Ammerseebahn eine der wenigen Strecken, auf der alle Hauptvarianten der Baureihe 628 verkehrten. Die Sonderzüge zu den Kaltenberger Ritterfestspielen im Jahr 1988 wurden von Uerdinger Schienenbussen der Baureihe 798 gefahren. Nach der Ausmusterung der Akkumulatortriebwagen 1988 kamen die Schienenbusse bis 1993 bei einzelnen planmäßigen Zügen zum Einsatz.
Von 1980 bis 1990 fuhren als Alpen-See-Express regelmäßig die ehemaligen TEE-Triebwagen der Baureihe 601 auf der Ammerseebahn.

#### Personenwagen
Zum 3. Juni 1956 schaffte die Deutsche Bundesbahn die 3. Wagenklasse in den Reisezügen ab, woraufhin der Wagenpark erneuert wurde. Bis Ende der 1950er Jahre verkehrten noch „Donnerbüchsen“ in den Personenzügen und bis Ende der 1960er Jahre ye-Wagen in den Eilzügen. Als Ersatz für die ausgemusterten Vorkriegswagen kamen ab 1956 yl-Wagen und drei- oder vierachsige Umbau-Wagen zum Einsatz. Ab etwa 1975 setzte die DB n-Wagen ein, mit denen der Wendezugbetrieb auf der Ammerseebahn eingeführt wurde.
Die bis 1991 über die Ammerseebahn verkehrenden Schnellzüge nach Garmisch-Partenkirchen bestanden ab den 1960er Jahren aus 26 Meter langen Abteilwagen, sogenannten m-Wagen. Im FD Ammersee kamen von 1988 bis 1991 zudem TEE-Speisewagen der Bauart WRmz135 und Quick-Pick-Speisewagen der Bauart WRbumz139 zum Einsatz.

### Deutsche Bahn und BRB

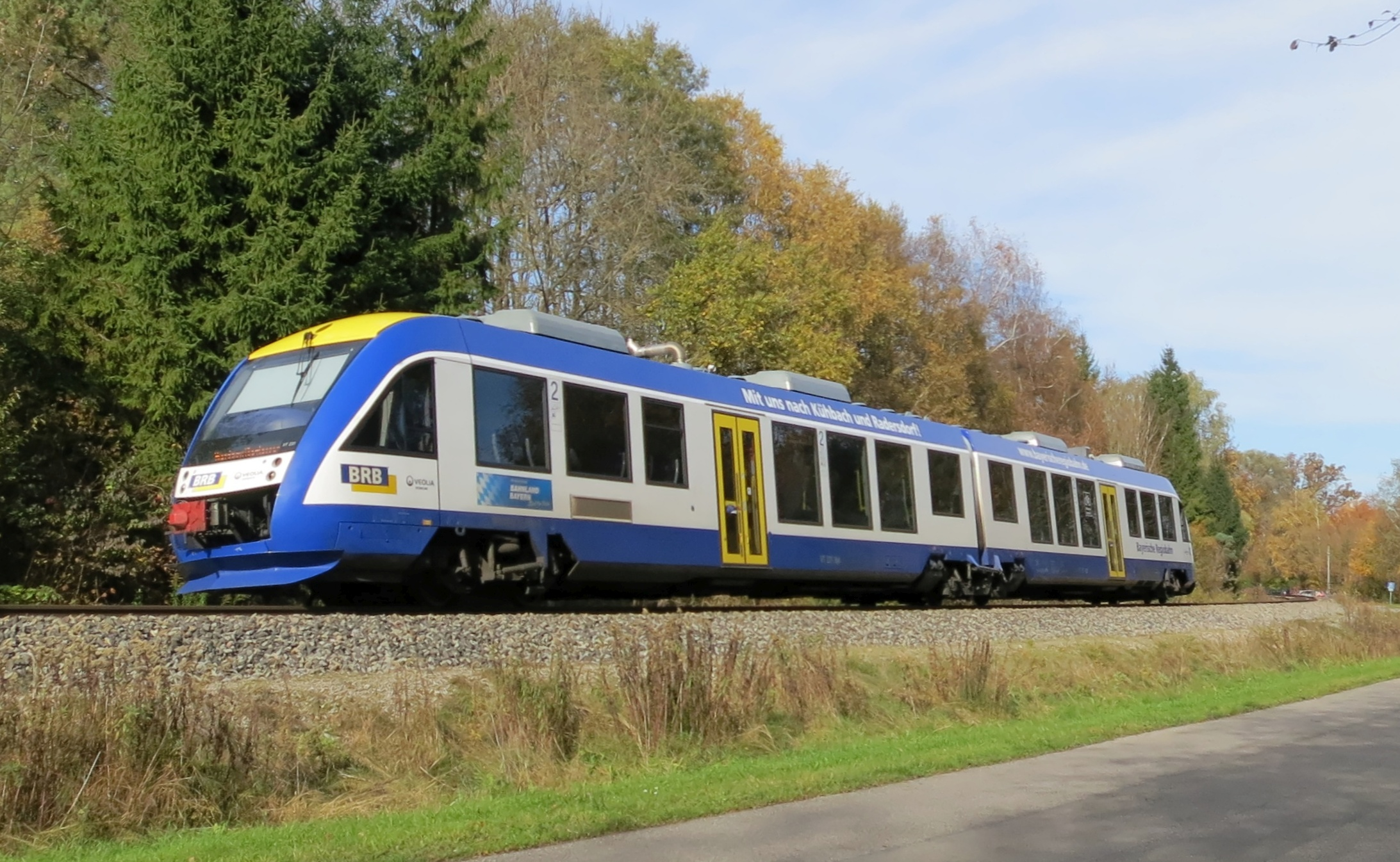
BRB-Triebwagen auf der Ammerseebahn südlich von Dießen

Die Deutsche Bahn behielt die bisherigen Fahrzeuge weiterhin im Einsatz. Es verkehrten im Personenverkehr planmäßig Diesellokomotiven der Baureihe 218 mit n-Wagen oder Dieseltriebwagen der Baureihe 628. Ab 2000 setzte die DB Siemens Desiro Classic der Baureihe 642 als Regionalbahnen auf der Ammerseebahn ein, die gemischt mit den älteren Triebwagen der Baureihe 628 und den n-Wagen-Wendezügen verkehrten. Die Fahrzeuge der Baureihen 628.0 und 628.1 wurden 2001 von der Ammerseebahn abgezogen und durch Triebwagen der Baureihen 628.2 und 642 ersetzt. Einzelne Regionalbahnen zwischen Geltendorf und Augsburg wurden bis Dezember 2008 in Tagesrandlagen von Elektrolokomotiven der Baureihe 111 gezogen.
Planmäßige Einsätze von Elektrolokomotiven gab es auf der Ammerseebahn seit der Einstellung des durchgehenden Güterverkehrs in den 1980er Jahren kaum mehr. Nur noch vor umgeleiteten Zügen der Bahnstrecke München–Augsburg werden auf dem elektrifizierten Nordabschnitt Elloks eingesetzt. Ende der 1990er-Jahre endete mit der Einstellung der letzten Übergabefahrten von Geltendorf aus der Einsatz der Diesellokomotiven der Baureihen 212 und 290.
Am 14. Dezember 2008 übernahm die Bayerische Regiobahn (BRB) den Schienenpersonennahverkehr auf der Ammerseebahn. Sie setzt zweiteilige Dieseltriebwagenzüge des Typs LINT 41 ein. Dies sind heute die einzigen Fahrzeuge, die planmäßig auf der Strecke zum Einsatz kommen.

## Verkehr

### Personenverkehr

#### Regional- und Eilzugverkehr
Nach der Eröffnung der beiden Teilabschnitte der Ammerseebahn zum 30. Juni 1898 fuhren täglich drei Zugpaare zwischen Augsburg und Schondorf sowie vier Zugpaare zwischen Dießen und Weilheim (Oberbay). An Sonn- und Feiertagen wurde auf beiden Abschnitten ein zusätzliches Zugpaar eingesetzt. Den regulären Verkehr auf der Gesamtstrecke nahmen die Königlich Bayerischen Staatseisenbahnen am 24. Dezember 1898 auf. Fortan wurden durchgehende Züge von Augsburg oder Mering nach Weilheim eingesetzt. Da die Strecke als Lokalbahn eingestuft war, fuhren anfangs nur Personenzüge, die an allen Stationen hielten.
Nach der Ernennung zur Hauptbahn fuhren ab dem Winterfahrplan 1912/13 die ersten Eilzüge mit einer Höchstgeschwindigkeit von 65 km/h, die zumeist von Augsburg nach Garmisch-Partenkirchen fuhren. Die Eilzüge hielten dabei zumeist nur in Augsburg, Schondorf, Dießen und Weilheim, teilweise auch in Geltendorf. Im Jahr 1914 verkehrten auf der Ammerseebahn von Montag bis Freitag täglich fünf Personenzüge zwischen Augsburg und Weilheim, ein Personenzug zwischen Geltendorf und Weilheim sowie ein Eilzugpaar von Augsburg nach Garmisch-Partenkirchen. Da in den 1930er-Jahren das Verkehrsaufkommen stark anstieg, erhöhte die Deutsche Reichsbahn das Zugangebot. So verkehrten 1934 acht durchgehende Regionalverkehrszüge über die Strecke, davon fünf Personenzüge und drei Eilzüge. Während die durchschnittliche Fahrzeit der Personenzüge zwischen Mering und Weilheim 1934 bei 105 Minuten lag, benötigte ein Eilzug für die Strecke Augsburg–Weilheim 90 Minuten. Im Zweiten Weltkrieg gab die Deutsche Reichsbahn die Eilzüge 1943 auf. So bestand das Zugangebot der Ammerseebahn 1944 aus sechs Personenzügen zwischen Augsburg und Weilheim sowie einem Zug von Weilheim nach Geltendorf.
Nach der Wiederaufnahme des regulären Zugverkehrs am 22. Mai 1945 blieb das Verkehrsaufkommen und damit auch das Zugangebot vorerst geringer als vor dem Krieg. Nur durch „Hamsterfahrten“ stieg das Verkehrsaufkommen kurzzeitig an. 1950 verkehrten fünf durchgehende Personenzüge auf der Ammerseebahn. In den 1950er Jahren stieg das Fahrgastaufkommen wieder an, sodass die DB die Zahl der Züge bis 1955 verdoppelte. 1955 fuhren wieder neun Personenzüge zwischen Mering und Weilheim und ein Zug von Geltendorf nach Weilheim. Die DB ergänzte die Personenzüge durch zwei Eilzüge von Augsburg über Weilheim in Richtung Garmisch-Partenkirchen. In den nächsten Jahren blieb das Angebot weitgehend konstant. In den 1960er-Jahren wurden einzelne Personenzüge in Eilzüge mit weniger Stationen umgewandelt, während sich die Gesamtzahl der Reisezüge kaum veränderte. 1965 verkehrten acht Personenzüge und vier Eilzüge, die alle die gesamten Strecke befuhren. Die Fahrzeiten wurden in den 1960er-Jahren deutlich gesenkt. 1965 benötigte ein Personenzug für die Strecke Mering–Weilheim 78 Minuten und ein Eilzug von Augsburg nach Weilheim 72 Minuten. 1975 verkehrten vier Eilzüge und sieben Nahverkehrszüge, die Nachfolger der Personenzüge, auf der Strecke. Ende der 1980er Jahre ersetzte die Deutsche Bundesbahn im Rahmen von Rationalisierungen einen großen Teil der Nahverkehrszüge durch Eilzüge. So verkehrten 1990 nur noch vier durchgehende Nahverkehrszüge und ein weiterer Nahverkehrszug von Augsburg nach Geltendorf. Die Zahl der Eilzüge wurde währenddessen auf acht erhöht. Die Gesamtzahl der durchgehenden Züge blieb zwischen 1955 und 1990 weitgehend konstant und pendelte dabei zwischen elf und 13.
In den 1990er Jahren sank die Zahl der durchgehenden Züge. Die Nahverkehrszüge, ab 1995 Regionalbahnen, verkehrten zumeist nur noch auf Abschnitten der Strecke. 1995 verkehrten neben den acht durchgehenden Eilzügen, die 1995 in Regional-Express-Züge umgewandelt wurden, nur noch zwei durchgehende Regionalbahnen. Zugleich fuhren sieben Regionalbahnen auf dem Abschnitt Augsburg–Geltendorf, vier von Geltendorf nach Weilheim und einzelne Züge von Dießen über Weilheim nach Schongau. Die durchschnittlichen Fahrzeiten betrugen für Regional-Express-Züge von Augsburg nach Weilheim 79 Minuten, während die Regionalbahnen für den Abschnitt von Mering nach Geltendorf 25 und von Geltendorf nach Weilheim 38 Minuten benötigten.
Zum Sommerfahrplan 1995 führte die Deutsche Bahn auf der Ammerseebahn den Werdenfels-Takt ein, der bereits seit 1994 auf der Bahnstrecke München–Garmisch-Partenkirchen und der Pfaffenwinkelbahn von Weilheim nach Schongau existierte. Dabei wurde mit 13 durchgehenden Zugpaaren ein Stundentakt auf der Strecke eingeführt. Er wurde weiterhin durch Verstärkerzüge ergänzt, die nur Teile der Strecke befuhren. Sonntags bestand zwischen 10 und 21 Uhr ebenfalls ein Stundentakt.

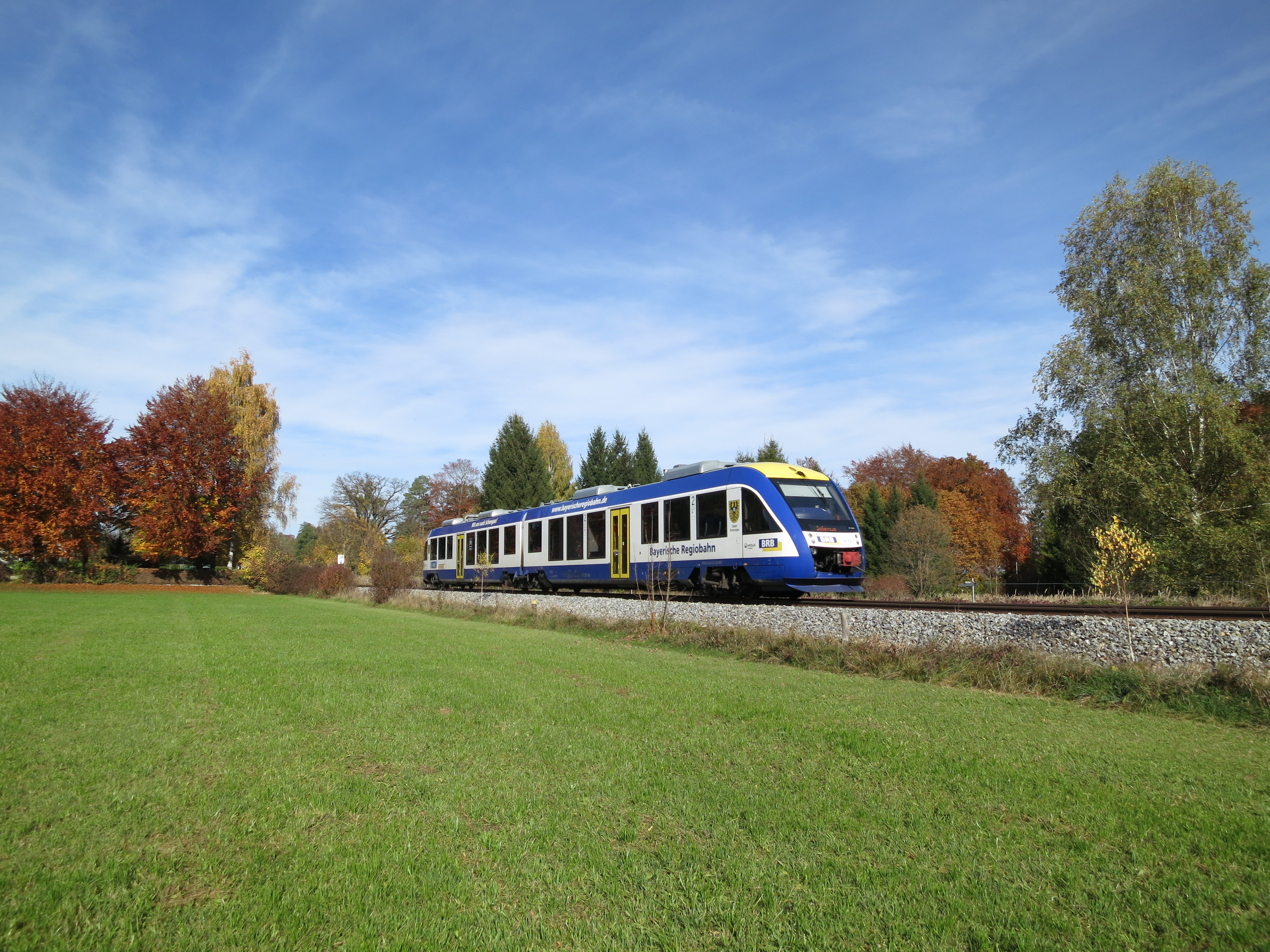
LINT 41 der BRB südlich von Utting

Seit dem 14. Dezember 2008 bedient die Bayerische Regiobahn (BRB) den Schienenpersonennahverkehr auf der Ammerseebahn und der in Weilheim anschließenden Pfaffenwinkelbahn. Es fahren seitdem im Stundentakt Dieseltriebwagen von Augsburg-Oberhausen über Weilheim (Oberbay) nach Schongau. In der Hauptverkehrszeit verkehren im Stundentakt Verstärkerzüge von Geltendorf nach Weilheim und weiter bis Peißenberg, die auf diesem Abschnitt einen Halbstundentakt herstellen. Außerdem fahren in der Hauptverkehrszeit einzelne Verstärkerzüge von Augsburg Hauptbahnhof nach Geltendorf.
Durch teilweise lange Aufenthalte an den Kreuzungsbahnhöfen und einen alternierenden Takt war die Ammersee-Bahn in der Vergangenheit eher wenig attraktiv. Dies änderte sich ab dem 14. Dezember 2008 mit einem neuen strafferen Fahrplankonzept. Der alternierende Takt beschränkt sich seitdem auf den Abschnitt Dießen–Weilheim, wirkt sich dann aber so aus, dass in Weilheim der Anschluss nach beziehungsweise von Garmisch nur alle zwei Stunden erreicht wird. Ursache ist die fehlende Kreuzungsmöglichkeit in Raisting nach Rückbau des Ausweichgleises: wenn in Weilheim der Anschluss aus Garmisch aufgenommen wird, muss der Gegenzug in Dießen mehrere Minuten auf die Kreuzung warten und erreicht deshalb in Weilheim den Anschluss nach Garmisch nicht mehr. Auf der übrigen Strecke, wie auf den Durchbindungen nach Schongau und Augsburg-Oberhausen, wird ein exakter Stundentakt angeboten.

#### Fernverkehr
Zwischen 1918 und 1991 verkehrten mit einzelnen Unterbrechungen planmäßige Fernverkehrszüge von Norddeutschland in die Alpen auf der Ammerseebahn. Diese nahmen auf ihrem Weg nach Garmisch-Partenkirchen oder Innsbruck nicht den „Umweg“ über München, sondern fuhren ab Mering direkt über die Ammerseebahn bis Weilheim.
Ab etwa 1918 fuhr täglich ein Schnellzugpaar von Berlin Anhalter Bahnhof über Halle (Saale), Nürnberg und Augsburg nach Innsbruck. Auf der Ammerseebahn hielt das Zugpaar nur in Dießen und Weilheim (Oberbay). 1934 benötigte das Schnellzugpaar für die Strecke von Augsburg nach Weilheim 78 Minuten. Im Zweiten Weltkrieg stellte die Deutsche Reichsbahn den Zug 1943 ein.
Ab Ende der 1940er Jahre fuhr kurzzeitig ein Schnellzug auf der Ammerseebahn, der vor 1955 wieder eingestellt wurde. Mit 77 Minuten entsprach seine Fahrzeit zwischen Augsburg und Weilheim den Schnellzugfahrzeiten der Reichsbahnzeit. Ab etwa 1960 setzte die Deutsche Bundesbahn einen Schnellzug von Köln über Heidelberg, Stuttgart und Augsburg nach Garmisch-Partenkirchen ein, der die Abkürzung über die Ammerseebahn nahm. Von Ende der 1960er bis Ende der 1970er Jahre verkehrte eine Kurswagenverbindung als Schnellzug von Hagen in Westfalen nach Mittenwald, der auf der Ammerseebahn nur in Dießen und Weilheim (Oberbay) hielt. Durch die Elektrifizierung des Nordabschnittes und die Ersetzung der Dampflokomotiven durch Dieselloks senkte sich die Fahrzeit der Schnellzüge ab 1970 deutlich und betrug im Durchschnitt 59 Minuten.
Bis etwa 1985 gab es auf der Ammerseebahn als Kurswagen ein internationales Schnellzugpaar, das Den Haag in den Niederlanden mit Seefeld in Tirol an der Mittenwaldbahn verband. In den 1980er Jahren fuhr außerdem ein Schnellzug zwischen Augsburg und Mittenwald, dessen Wagen ab Augsburg als Kurswagen im Fern-Express (FD) Tegernsee nach Dortmund mitgeführt wurden. Der Zug hielt auf der Ammerseebahn in Mering, Geltendorf, Schondorf, Utting, Dießen und Weilheim (Oberbay) sowie in Richtung Augsburg zusätzlich in Egling. 1988 stufte die DB diese Kurswagenverbindung zum FD 1918/1919 Ammersee auf, der nur noch in Geltendorf, Schondorf, Dießen und Weilheim (Oberbay) hielt. Des Weiteren fuhren bis 1991 immer wieder einzelne saisonale Fernverkehrszüge über die Ammerseebahn nach Garmisch-Partenkirchen, Mittenwald oder Innsbruck, zuletzt samstags im Winter ein Schnellzug von Dortmund nach Innsbruck. 1991 stellte die DB mit dem FD Ammersee den letzten auf der Ammerseebahn verkehrenden Fernzug ein.
Von Juli bis September 2021 verkehrte an Samstagen ein planmäßiges Intercity-Express-Zugpaar zwischen Berlin und Bregenz auf dem Streckenabschnitt Mering–Geltendorf.

#### Badezüge und Sonderfahrten
Bereits in ihrer Anfangszeit hatte die Ammerseebahn eine große Bedeutung im Ausflugsverkehr von Augsburg und München an den Ammersee. Von den am Ammersee gelegenen Bahnhöfen Schondorf, Utting, Riederau und Dießen kann in die Raddampfer der Ammerseeschifffahrt umgestiegen werden. Daher gab es im Sommer an Wochenenden schon in den 1900er Jahren zusätzliche Badezüge von Augsburg nach Utting und Dießen, welche die große Zahl an Fahrgästen aufnahmen. Diese Badezüge beförderten teilweise über 1000 Fahrgäste zum Ammersee und wurden als Besonderheit der Ammerseebahn überregional bekannt. Auch zahlreiche Künstler wie Thomas Mann und Bertolt Brecht nutzten die Badezüge zum Ammersee.
Zu den Olympischen Winterspielen 1936 in Garmisch-Partenkirchen fuhr ein großer Teil der Sonderzüge über die Ammerseebahn. In den 1950er Jahren wurde noch einmal ein Badezug von Augsburg nach Dießen eingesetzt, der mit der sinkenden Bedeutung der Ammerseebahn wieder eingestellt wurde. Von 1980 bis 1990 fuhren regelmäßig die Züge des Alpen-See-Express mit Triebwagen der Baureihe 601 auf der Ammerseebahn und bedienten dabei die Bahnhöfe Geltendorf und Weilheim (Oberbay). Zur Anbindung der Kaltenberger Ritterfestspiele im Schloss Kaltenberg verkehrte 1987 ein Akkumulatortriebwagen der Baureihe 515 und 1988 ein Uerdinger Schienenbus der Baureihe 798 als Sonderzug zwischen Geltendorf und dem seit 1985 stillgelegten Bahnhof Kaltenberg. Von 2005 bis 2007 fanden noch einmal Sonderfahrten nach Kaltenberg statt, wobei ein S-Bahntriebwagen der Baureihe 420 zum Einsatz kam. Seit 2012 führt der Bahnpark Augsburg jeden Sommer an einigen Wochenenden dampfbespannte Sonderfahrten zwischen Augsburg und Utting durch.

### Güterverkehr
Die Ammerseebahn hatte ursprünglich eine größere Bedeutung für den Güterverkehr. Neben dem Nahgüterverkehr diente sie zeitweise dem durchgehenden Güterfernverkehr aus Richtung Norddeutschland oder Augsburg nach München und teilweise weiter nach Österreich und Italien, der über die Ammerseebahn die dicht befahrene Bahnstrecke München–Augsburg umging.
Eine große Bedeutung hatte bereits in den Anfangsjahren der Holztransport auf der Ammerseebahn. Für die Verladung des Holzes aus dem Dettenhofer Forst entstand in Riederau eine eigene Haltestelle. Der Holztransport trug mit dazu bei, dass die Ammerseebahn 1913 zur Hauptbahn erhoben wurde.
Bis in die 1960er Jahre befuhr im Nahgüterverkehr zumeist ein „Sammler“ die Strecke, der an allen Stationen Wagen zustellte und abholte. Zumeist übernahm die Zuglok auch die Rangieraufgaben, in größeren Bahnhöfen waren dafür Kleinlokomotiven stationiert. Dabei wurden auf der Ammerseebahn hauptsächlich landwirtschaftliche Produkte, Vieh, Holz und verschiedenes Stückgut verladen. Des Weiteren lieferten die Züge Torf und Kohle für die Versorgung der Anlieger an.
In den 1960er und 1970er Jahren wurde mit der Rationalisierung der Ortsladeverkehr zunehmend eingeschränkt. In den kleineren Bahnhöfen wurde die Güterverladung eingestellt und die Ladegleise stillgelegt und abgebaut. Der Güterverkehr verlagerte sich auf Ganzzüge, die zu den zahlreichen Gleisanschlüssen der Strecke verkehrten. 1973 wurde die Viehverladung auf der Ammerseebahn eingestellt.
Auf dem nördlichen Teil zwischen Mering und Geltendorf war der Zuckerrübentransport von Bedeutung. Die Güterwagen wurden in Kaltenberg, Walleshausen, Egling und Schmiechen beladen und mit einer Kleindiesellok nach Mering gebracht. Dort gab es ein eigenes Zuckerrübenladegleis, auf dem die Wagen zu Ganzzügen zusammengestellt wurden. Anfang der 1990er Jahre verlagerte sich der Transport der Zuckerrüben vollständig auf die Straße.
Von der Elektrifizierung im Jahr 1970 bis 1984 verkehrten auf dem Nordabschnitt von Mering nach Geltendorf zahlreiche Ferngüterzüge aus Norddeutschland nach München, die die Ammerseebahn als Alternative zur Magistrale München–Augsburg nutzten. So fuhren im Winterfahrplan 1970/71 die grenzüberschreitenden TEEM-Züge 5042 von Köln Eifeltor nach Salzburg und 5045 von Bologna nach Zeebrügge in den Niederlanden über die Ammerseebahn. Nationale Ferngüterzüge fuhren unter anderem aus Hamburg-Eidelstedt, Hannover-Linden, Bochum-Langendreer, Stuttgart-Untertürkheim und Augsburg Rbf zu den Bahnhöfen München Ost Rbf, München-Laim Rbf und München Süd. 1984 stellte die Deutsche Bundesbahn den durchgehenden Güterverkehr auf dem Nordabschnitt der Strecke ein. Bis Ende der 1980er Jahre fuhr noch der Viehtransportzug Dg 46833 von Buchloe über Geltendorf, Weilheim, Garmisch-Partenkirchen und Innsbruck nach Franzensfeste auf dem Südabschnitt der Ammerseebahn.
Mit der Einstellung des durchgehenden Güterverkehrs blieben einige Übergabefahrten sowie der Verkehr zu den Gleisanschlüssen. 1985 führte die DB pro Monat noch 81 Wagen nach Egling, 13 nach Walleshausen, fünf nach Schondorf, 17 nach Utting und 14 nach Dießen zu. Der Abschnitt zwischen Mering und Kaltenberg wurde bis etwa 1990 von Augsburg aus bedient. In den 1990er Jahren wurden noch einzelne Übergaben nach Walleshausen und Utting von Geltendorf aus durchgeführt. Der Bahnhof Dießen wurde von Weilheim aus angefahren. Ende der 1990er Jahre endete mit deren Einstellung der Güterverkehr auf der Ammerseebahn endgültig. Seit 2005 gibt es am Bahnhof Geltendorf keinen Güterverkehr mehr.

### Umleitungsverkehr

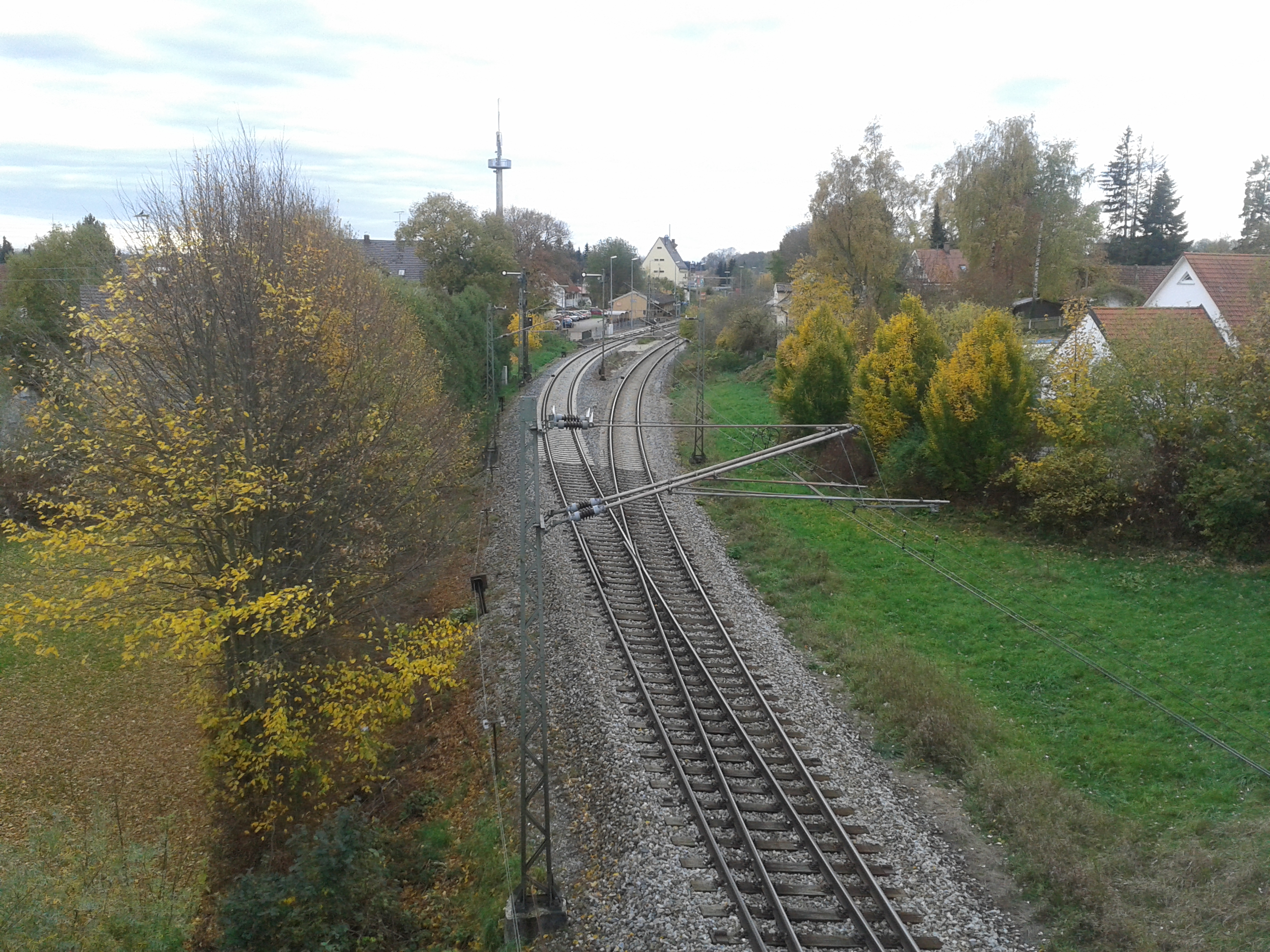
Blick auf Kreuzungsbahnhof Egling (Ausweichgleis)

Die Ammerseebahn wird des Öfteren als Umleitungsstrecke für umliegende Strecken benutzt. Besonders häufig werden bei Sperrungen der dicht befahrenen Bahnstrecke München–Augsburg die Züge über den Nordabschnitt von Mering nach Geltendorf und weiter über die Bahnstrecke München–Buchloe nach München umgeleitet. Für diese Umleitungen elektrifizierte die DB 1970 diesen Abschnitt. Die Ausweichgleise der Zugkreuzungsbahnhöfe Egling und Walleshausen sind lang genug, um umgeleitete ICE-Züge aufnehmen zu können. Oft werden die Züge wegen der Eingleisigkeit nur in einer Richtung über die Ammerseebahn geführt.
Auch bei Störungen oder Bauarbeiten auf der Bahnstrecke von München nach Garmisch-Partenkirchen diente die Ammerseebahn schon als Umleitungsstrecke. Dabei bogen die Fernverkehrs- und Güterzüge zumeist bereits in Mering auf die Ammerseebahn ab und fuhren somit auf der ganzen Strecke. Der Regionalverkehr wurde währenddessen von München über die Bahnstrecke München–Buchloe nach Geltendorf geleitet, um dort nach einem Richtungswechsel über den Südabschnitt der Ammerseebahn nach Weilheim zu fahren. So wurde bei einer Streckensperrung zwischen Tutzing und Weilheim an sieben Wochenenden im Oktober und November 1995 ein großer Teil des Verkehrs der Bahnstrecke München–Garmisch-Partenkirchen über die Ammerseebahn umgeleitet.
Auch bei Störungen der Außerfernbahn von Garmisch-Partenkirchen über Reutte in Tirol nach Kempten (Allgäu) kann der Güterverkehr über den Südabschnitt der Ammerseebahn umgeleitet werden.

## Kursbuchstrecken
Im Laufe der Zeit hatte die Ammerseebahn verschiedene Kursbuchstreckennummern inne. Von 1972 bis 1991 führte die Deutsche Bundesbahn die Ammerseebahn im Kursbuch unter der Nummer 960 als Zweigstrecke der Bahnstrecke München–Garmisch-Partenkirchen, während sie zuvor und danach eine eigene Kursbuchstrecke darstellte. Seit 1992 hat sie die KBS-Nummer 985. Seit 1994 nennt die Deutsche Bahn die Strecke im Kursbuch Ammersee-Bahn.
| Zeitraum  | Nummer | Strecke                                                                         |
| --------- | ------ | ------------------------------------------------------------------------------- |
| 1905      | 299c   | Mering – Weilheim                                                               |
| 1914–1939 | 301b   | Augsburg – Mering – Weilheim                                                    |
| 1935–1972 | 404    | Augsburg – Mering – Ammersee – Weilheim                                         |
| 1972–1991 | 960    | München / Augsburg – Weilheim – Garmisch-Partenkirchen – Mittenwald – Innsbruck |
| 1991–1992 | 905    | Augsburg – Weilheim                                                             |
| seit 1992 | 985    | Augsburg – Weilheim                                                             |